# Крушение «Коста Конкордии»
Крушение круизного судна «Коста Конкордия» — морская катастрофа, произошедшая в ночь с 13 на 14 января 2012 года в Тирренском море вблизи итальянского острова Джильо. Один из крупнейших европейских теплоходов во время круиза по западному Средиземноморью с 4252 людьми на борту налетел на рифы, получил серьёзные повреждения и лёг на правый борт, при этом погибло 32 человека. Крушение случилось на пути следования из Чивитавеккьи в Савону. Это судно является самым большим пассажирским судном в истории, потерпевшим крушение.
У судоходной компании «Коста Крочере», которой принадлежал корабль, была традиция приветствовать жителей и гостей острова Джильо гудками, подаваемыми с близкого расстояния. Суда подходили без каких-либо согласований, не имея на борту достаточно подробной карты для прокладки курса вблизи берега. Вечером накануне крушения капитан Франческо Скеттино в очередной раз сошёл с привычного маршрута в сторону Джильо. Отключив автопилот и систему судовой тревожной сигнализации инерциальной навигации, он начал приближаться к острову. На капитанском мостике в этот момент по приглашению Скеттино находилось несколько посторонних лиц, которые отвлекали его и других судоводителей. В результате «Коста Конкордия» опасно приблизилась к скалистому берегу. У руля вахту нёс индонезиец Якоб Русли. На несколько команд, отдаваемых Скеттино на английском, он реагировал с промедлением, переспрашивал заданный курс судна, перепутал направления поворота. Череда ошибок и задержек привела к тому, что расстояние до берега сократилось до 350 м. В 21:44 прямо по курсу показались скалы. Носовую часть удалось отвернуть, но корму занесло на рифы. Гранит проделал в корпусе 53-метровую пробоину.
В повреждённых отсеках размещалась судовая энергетическая установка. В течение одной минуты жизненно важные узлы и агрегаты оказались выведены из строя. На борту погас свет, неуправляемый лайнер двигался по инерции, удаляясь от берега. «Коста Конкордия» дрейфовала больше часа, пока волны и ветер не выбросили её на мель. В 22:30 была объявлена общая тревога, спустя 20 минут началась эвакуация. К полуночи крен достиг 35°, дальнейший спуск шлюпок и плотов оказался невозможным. Около полутысячи оставшихся на борту человек были поочерёдно сняты с заваливающегося лайнера спасательными катерами и вертолётами. Спустя пять часов после столкновения «Коста Конкордия» легла на правый борт. Эвакуация продолжалась до раннего утра.
Шесть человек были признаны виновными. Самое суровое наказание понёс капитан Франческо Скеттино. Он был приговорён к 16 годам заключения. В 2014 году «Коста Конкордия» была поднята и отправлена на утилизацию. После катастрофы были ужесточены правила морского судоходства и прохождения пассажирами предрейсового инструктажа.

## Лайнер, потерпевший крушение

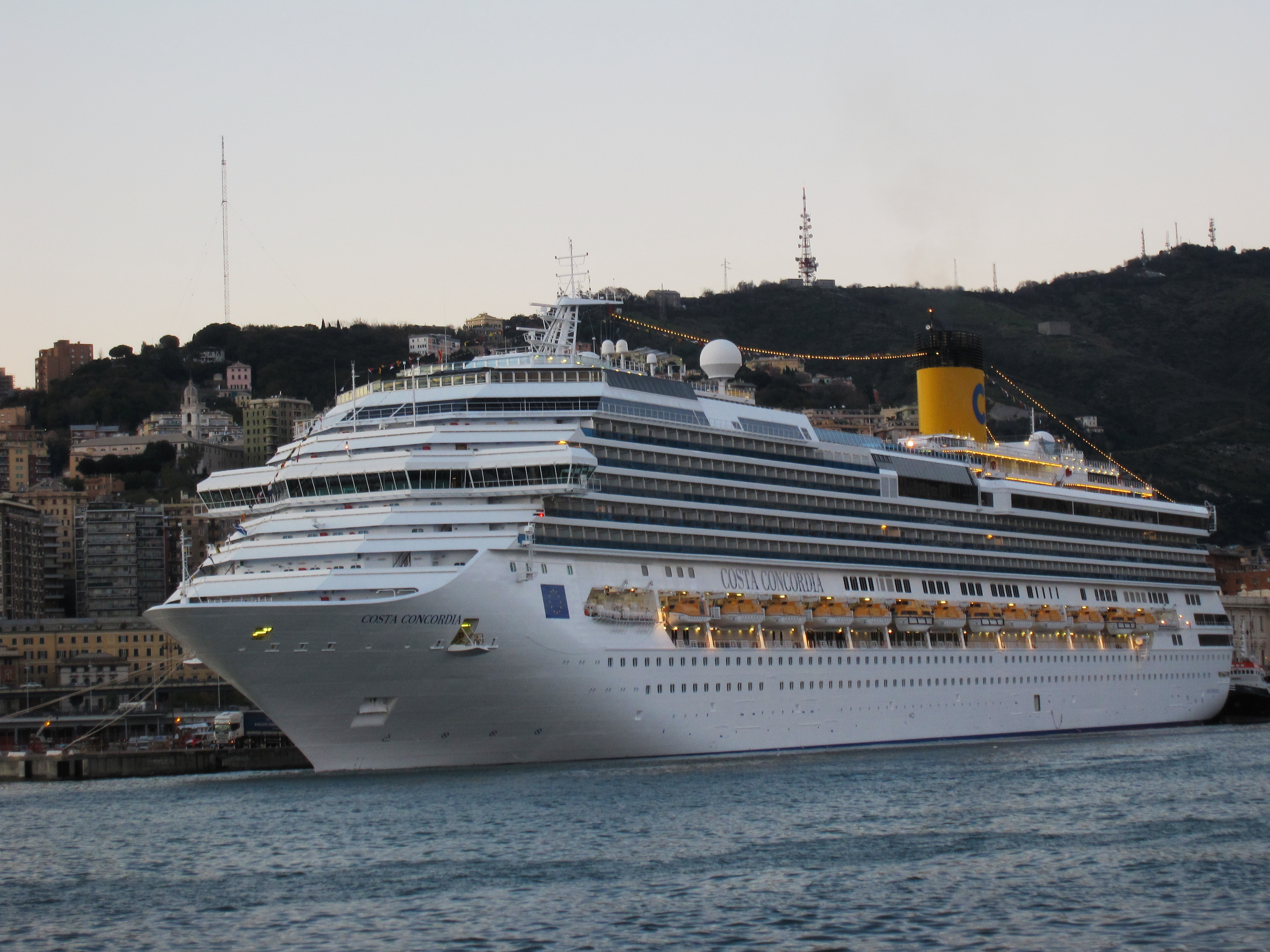
«Коста Конкордия» в гавани Генуи в 2010 году

Тринадцатипалубное круизное судно «Коста Конкордия» — первое судно класса «Конкордия», строилось на верфи, принадлежащей судостроительной компании «Финкантьери», в Генуе c 2004 по 2006 год. Постройка обошлась заказчику — компании «Carnival Corporation & plc» в 450 млн евро. На момент ввода в эксплуатацию лайнер являлся одним из крупнейших пассажирских судов, его длина составляла 297 м, ширина — 35,5 м, водоизмещение — 114 147 т, пассажировместимость — 3780 человек. «Коста Конкордия» несла на борту 26 спасательных шлюпок и 69 надувных плотов. Общая вместимость коллективных спасательных средств составляла 6135 человек.
В движение теплоход приводили шесть 12-цилиндровых дизельных двигателей марки «Wärtsilä» 12V46C общей мощностью 102 114 л.с.. Два пятилопастных гребных винта вращались тяговыми электродвигателями Alstom мощностью 21 МВт, которые получали питание от тяговых генераторов, вращаемых валами дизелей. «Коста Конкордия» могла развивать скорость до 21,5 узла (40 км/ч). Лайнер имел двойное дно, корпус разделялся на 19 водонепроницаемых отсеков, разделённых переборками с герметичными дверьми. При затоплении любых двух из них судно оставалось бы на плаву.
На борту имелось 1508 кают из них 524 — с балконами. К услугам пассажиров был представлен крупнейший на флоте фитнес-центр площадью 6500 м², который включал в себя спа-комплекс, четыре плавательных бассейна, пять джакузи, сауны, турецкие бани, тренажёрный зал, открытую беговую дорожку, а также имелись кинотеатр, пять ресторанов, тринадцать баров, казино, ночной клуб, аквапарк, библиотека, симулятор Формулы-1, торговый центр, интернет-кафе, 4D-кинозал и размещавшийся на трёх палубах театр. Корабль совершал круизы по Средиземному морю. В первое плавание «Коста Конкордия» вышла 14 июля 2006 года. Символично, что во время церемонии «крещения» судна перед спуском на воду традиционная бутылка с шампанским отскочила от борта не разбившись. Оператором лайнера являлась «Коста Крочере» — дочерняя компания «Carnival Corporation & plc». 22 ноября 2008 года в порту Палермо «Коста Конкордия» под командованием Франческо Скеттино врезалась в плавучий док и получила серьёзные повреждения обшивки носовой части.

## Предшествующие обстоятельства
В начале января 2012 года «Коста Конкордия» выполняла круиз «Аромат цитрусовых». Восьмидневное путешествие по западному средиземноморью предполагало заход в семь портов: Савону, Тулон, Барселону, Пальма-де-Мальорку, Кальяри, Палермо и Чивитавеккью. В последнем из них 13 января к круизу присоединилось ещё 696 пассажиров.
В пятницу 13 января 2012 года в 19:18 «Коста Конкордия» вышла из Чивитавеккьи в Савону. На борту находилось 4252 человека (3206 пассажиров, в том числе 252 ребёнка в возрасте до 12 лет, и 1023 члена экипажа). Национальный состав пассажиров был чрезвычайно разнообразен. В круиз на «Коста Конкордии» отправились люди из 62 стран, в том числе 989 граждан Италии, 569 граждан Германии, 177 граждан Испании, 127 граждан Хорватии, 126 граждан США и 111 граждан России. Путешествовала на корабле и Валентина Капуано, её бабушка в 1912 году пережила крушение «Титаника». Командовал судном капитан Франческо Скеттино, который занимал этот пост на «Коста Конкордии» с 2006 года. Экипаж состоял наполовину из индонезийцев (в частности, рулевой) и филиппинцев, командный состав во главе с капитаном целиком был представлен гражданами Италии.
Погода стояла ясная, дул слабый ветер, видимость превышала 10 км. Температура воды составляла 14°С. Преодолев порядка 55 км вдоль западного побережья Апеннинского полуострова, в 21:00 «Коста Конкордия» приближалась к острову Джильо. В 21:19 первый помощник Чиро Амброизио, который нёс вахту на мостике, по телефону доложил капитану, что судно, согласно данной после отплытия инструкции, пройдёт на расстоянии 11 км от восточного берега острова Джильо, точка поворота будет достигнута в 21:39. В 21:35 лайнер завершил манёвр по перемене курса с 302° на 279°, чтобы пройти между Джильо и мысом Монте-Арджентарио, который лежал в 6 км по правому борту. Скорость движения составляла 16 узлов (30 км/ч).

## Хронология крушения

### Подход к рифам

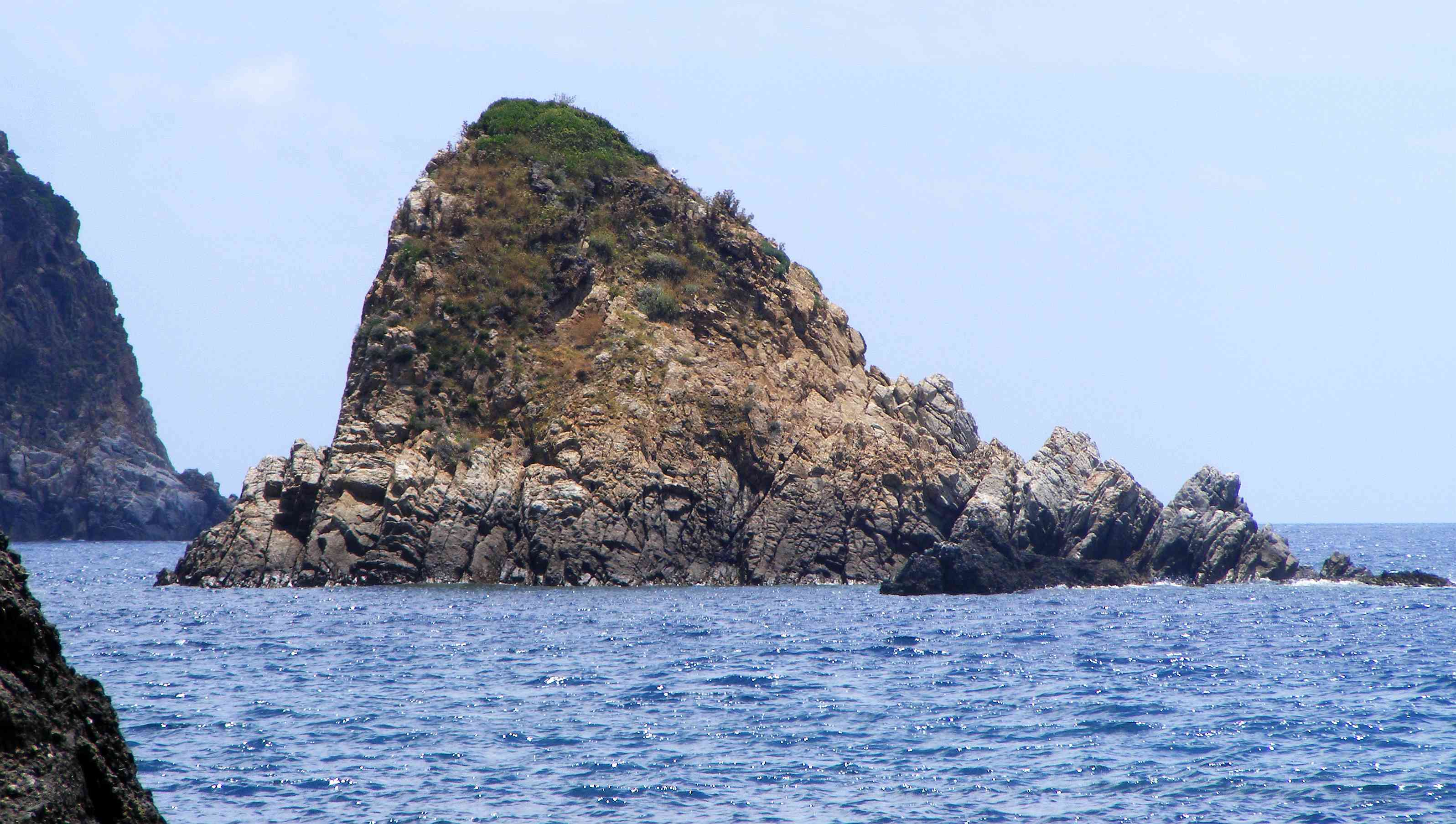
Скалы у побережья острова Джильо

В 21:34 капитан Скеттино появился на мостике. Он принял решение сойти с курса влево и пройти ближе к скалистому берегу острова, чтобы поприветствовать гудками своего коллегу — отдыхавшего на Джильо капитана Марио Паломбо. Скеттино проделывал подобное уже не менее трёх раз. Капитан приказал рулевому Якобу Русли перевести теплоход на ручной режим управления, а сам отключил систему судовой тревожной сигнализации инерциальной навигации. Впоследствии он объяснил этот поступок тем, что хорошо знал местные воды. Капитан обратился к штурману Симону Канессу: «Давай сойдём в сторону и поприветствуем Джильо. Мы должны обойти этот ё...аный Джильо, установи маршрут». В 21:37 Скеттино запросил минимальное безопасное расстояние до берега, на которое может подойти «Коста Конкордия» с учётом своей 8-метровой осадки. Получив в ответ, что на 550—700 м вокруг острова глубина достаточно велика для безопасного прохода лайнера, капитан приказал установить на радаре дистанцию 920 м. В 21:39 рулевому дана команда лечь на курс 300°, скорость составляла 15,4 узла, расстояние до земли — 2,2 км. Поскольку подход к Джильо на близкое расстояние не предусматривался программой круиза, на борту отсутствовала частная морская навигационная карта острова масштаба 1:20.000 с указанными на ней отмелями и рифами. На имевшейся в распоряжении Скеттино карте масштаба 1:100.000 была отмечена только береговая линия.
Перед приближением к острову капитан привёл из ресторана на мостик полюбоваться видами несколько человек: свою тайную любовницу Домнику Чемортан, главного пассажирского администратора Манрико Джампедрони, метрдотеля Чиро Онорато (брата генерального директора «Коста Крочере» Джанни Онорато) и, согласно показаниям Симона Канесса, ещё несколько стюардесс. Итальянская газета «La Nazione» писала, что их Канесс видел после столкновения. Они, по словам издания, были вызваны на мостик, чтобы по громкой связи обратиться к пассажирам на разных языках. Посторонние люди разговорами отвлекали Скеттино от управления лайнером.
В 21:40 Скеттино скомандовал рулевому постепенно менять северо-северо-западный курс, вначале 315°, затем 325°, 330°, 335°. В 21:42 расстояние до берега сократилось до 900 м, скорость была увеличена до 16 узлов. В 21:43 Скеттино продолжает отдавать приказы рулевому. Чтобы начать двигаться параллельно берегу, он приказал ложиться на курс 350°, однако команды поступали быстрее, чем «Коста Конкордия» на них отзывалась. В тот момент, когда рулевой выставлял курс 350°, лайнер шёл курсом 327°, расстояние до земли продолжало сокращаться. Приказы Скеттино отдавал на английском, и рулевой-индонезиец не всегда их понимал с первого раза. На записях регистратора данных рейса слышно, как рулевой Русли за считанные минуты до столкновения ошибочно воспринял подряд две команды, и капитан был вынужден его поправлять.
В 21:44 судно шло в 650 м от острова, стремительно приближаясь к выдающемуся на 450 м в море мысу и близлежащим рифам. Из-за большой инертности судно оказалось на 800 м северо-западнее первоначально запланированного маршрута. Видя это, Скеттино в 21:44 приказал отворачивать вправо вначале на 30°, а спустя 5 секунд прямо по курсу в 150 м он увидел едва возвышающуюся над поверхностью воды скалу, не обнаруживаемую радарами, и отдал команду «Право на борт». Чтобы кормовую часть не занесло на мель, спустя 23 секунды капитан приказал отворачивать влево на 30°. Рулевой ослышался и начал поворачивать руль вправо, Скеттино быстро среагировал, но на корректировку манёвра ушло 8 секунд. В 21:45:05 капитан скомандовал «Лево на борт». Симон Канесс доложил, что левый борт задевает дно.

### Столкновение с рифом. Повреждения

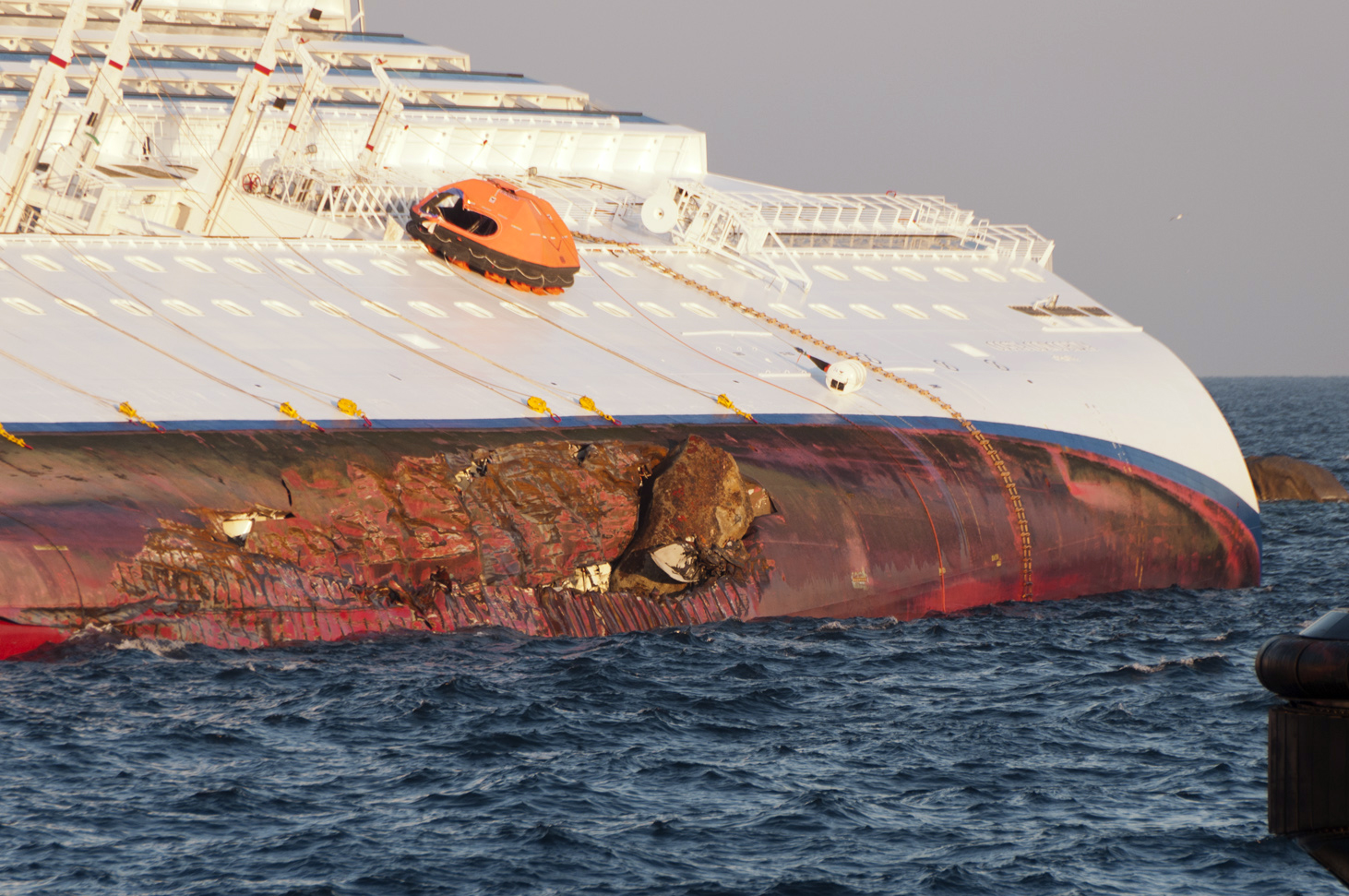
Пробоина от скалы в левом борту. В правом краю пробоины виден застрявший кусок скалы

В 21:45:07 «Коста Конкордия» на скорости 16 узлов (30 км/ч) левым бортом столкнулась с каменной глыбой, принадлежащей рифу Ле Сколе. В результате касательного столкновения металла о гранит «Коста Конкордия» получила рваную пробоину в левом борту длиной 53 м, протянувшуюся между 52-м и 124-м шпангоутами. Самая нижняя точка повреждения располагалась на уровне 2 м выше киля, а верхняя в одном метре под ватерлинией. Через неё внутрь судна забортная вода начала поступать со скоростью 22 тонны в секунду. Скала плотностью 2,7 т/м³ повредила четыре отсека лайнера. Основной удар пришёлся на четвёртый (считая от кормы), в котором размещались насосная станция и компрессор установки для кондиционирования воздуха. В других повреждённых отсеках также были установлены жизненно важные агрегаты: тяговые электродвигатели, дизель-генераторы, трансформаторы, трюмно-пожарные насосы, главные дизельные двигатели. Скала скрутила зигзагом и вырвала из левого борта два крупных фрагмента обшивки. От удара от скалы откололась глыба и через пробоину попала внутрь четвёртого отсека. Четвёртый и пятый отсеки оказались на треть залиты водой в течение всего трёх минут.
Стремительное затопление судовой энергетической установки вызвало отключение электроэнергии по всему лайнеру спустя 51 секунду с момента удара. Сразу после столкновения Скеттино закрыл водонепроницаемые двери в трюме и через минуту скомандовал «Право на борт», однако из-за произошедшего аварийного отключения электричества рули и тяговые электродвигатели лишились энергоснабжения, и неуправляемая «Коста Конкордия» продолжала двигаться по инерции. Скорость от удара упала до 6 узлов (11 км/ч). Вскоре после столкновения по тревоге на мостик поднялся весь командный состав лайнера.
Спустя шесть минут после столкновения, в 21:51 механики спустились вниз и обнаружили воду в двух смежных с водонепроницаемыми отсеках.. Главный механик Джузеппе Пилон доложил Скеттино, что главный распределительный щит залит водой. Через 7 минут капитану было доложено о затоплении трёх электрогенераторов и выходе из строя насосов. В течение первых десяти минут от механиков на мостик поступала ошибочная информация о затоплении только двух отсеков (№ 6 и 7). В 22:07 вода была обнаружена на палубе А (трюмном твиндеке).

### Обстановка на борту (21:45 — 22:44)

Капитан «Коста Конкордии» Франческо Скеттино на мостике

Большинство пассажиров роковой вечер проводили, ужиная в кафе и ресторанах, часть находилась на спектакле в театре, часть, в основном это были семьи с детьми, в своих каютах. В момент столкновения лайнер с грохотом задрожал. Барные стулья, посуда и прочие незакреплённые лёгкие предметы попадали со своих мест. От удара многие люди не смогли устоять на ногах. Спустя минуту погас свет. Часть пассажиров сразу отправилась за спасательными жилетами. Другие ринулись по полутёмным коридорам и лестницам (работало лишь аварийное освещение) разыскивать и окликать своих родных. Несколько десятков человек обратились за помощью к медперсоналу с порезами о стекло, вывихами, ушибами и даже с приступами панической атаки. На мостике первые минуты царила полная растерянность. Капитан метался из стороны в сторону, не зная, что предпринять. Первое, что приказал Скеттино экипажу, это сообщить в береговую охрану об отключении света на судне, но никакой помощи при этом не запрашивать.
В 21:54 экипаж по громкой связи сообщил о неполадках с генератором, призвал сохранять спокойствие и заявил, что проблема в ближайшее время будет разрешена. В 22:05 ещё раз повторил обращение и призвал оставаться в своих каютах. К этому времени «Коста Конкордия» приобрела небольшой (порядка 4°) крен на левый борт, который тем не менее уже ощущался почти всеми на борту. В связи с этим многих не убедили заверения в том, что проблемы связаны только с генератором питания. Некоторые пассажиры, не получив внятных объяснений от экипажа судна, звонили в береговую охрану и полицию.
После столкновения на связь с судном выходили и портовые службы Чивитавеккьи, и повторно береговая охрана. Несмотря на отключение электроэнергии, выход из строя откачивающих из трюма воду насосов, частичную потерю управления Скеттино сообщал, что ситуация на борту находится под контролем. Сигнал бедствия также не был подан поисково-спасательным службам. В 21:57 капитан позвонил в кризисный центр судоходной компании. Он доложил о столкновении с рифом, отключении электроэнергии на борту, затоплении электрооборудования, Скеттино заверил, что пострадавших на борту нет, и в настоящее время ведётся оценка масштаба повреждений. Только после 22:20 первый помощник капитана и помощник главного механика завершили осмотр нижних палуб, подпалубных помещений и водонепроницаемых отсеков. По результатам осмотра они заключили, что повреждения получили только три смежных отсека, о чём было немедленно доложено на мостик капитану. Исходя из этого, стало уже ясно, что «Коста Конкордия» не сможет оставаться на плаву. Однако в кризисный центр Скеттино отрапортовал о затоплении «по меньшей мере, двух водонепроницаемых отсеков». Когда именно были точно определены размеры пробоины, остаётся неизвестным.

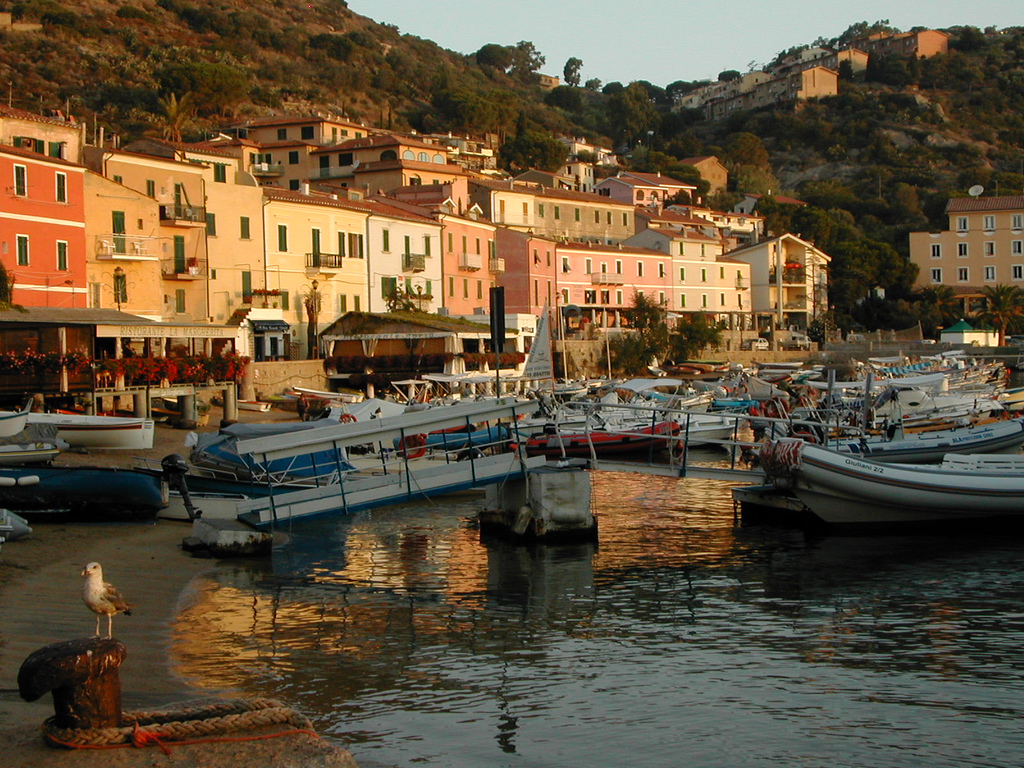
Ближайший к месту крушения населённый пункт Джильо Порто

В 22:10 электромеханикам удалось запустить три дизель-генератора, размещавшиеся в неповреждённом отсеке, однако они не справлялись с нагрузкой, перегревались и автоматически отключались, что привело к повторным отключениям электричества. Аварийные генераторы на одиннадцатой палубе поддерживали работу только аварийного освещения, средств связи и первое время насосов, откачивающих воду из повреждённых отсеков. В 22:11 «Коста Конкордия» легла в дрейф в 1 км к востоку от острова Джильо. Рули судна заклинило в положении «Право на борт». За 25 минут, прошедшие после столкновения, лайнер развернулся почти на 180°, подставив левый борт, который накренился уже на 5°, по ветру. Северо-восточный ветер скоростью до 10 м/с, ударяясь в обширную надстройку, а также волны понесли теплоход на юго-запад, в сторону берега. Вначале они вызвали кратковременное выравнивание судна, а затем крен на правый борт. В 22:18 на мостик с центрального поста управления поступило сообщение о полном отказе автоматики, отвечающей за откачку воды из отсеков и циркуляцию балластной воды. Таким образом, возобновить работу насосов и замедлить скорость затопления стало невозможно.
В 22:22 теплоход связался с центром управления в Чивитавеккье и запросил на помощь два буксира. Экипаж судна вновь сообщил, что судно получило пробоину, пострадавших и пропавших без вести нет, ситуация находится под контролем. Увеличивающийся крен на левый борт, скупость информации, поступающей от членов экипажа, усилили волнение людей на борту. В половине одиннадцатого некоторые пассажиры, не дожидаясь сигнала тревоги и команды покинуть судно, самостоятельно пытались проникнуть в спасательные шлюпки. В это время на мостике главный механик убеждал капитана Скеттино отдать приказ о начале эвакуации.
В 22:52 «Коста Конкордия» с правым креном села на мель севернее островного порта. В практике судоходства для того, чтобы поставить судно на ровный киль, применяется метод перекачки воды в незанятые балластные танки, однако при таких значительных повреждениях обшивки корпуса и скорости затопления, а также с неработающими насосами, это оказалось абсолютно бессмысленно. Капитан Скеттино поднимал вопрос выравнивания судна, однако каких-то конкретных мер никто не предпринимал.

### Эвакуация

#### Спуск спасательных шлюпок

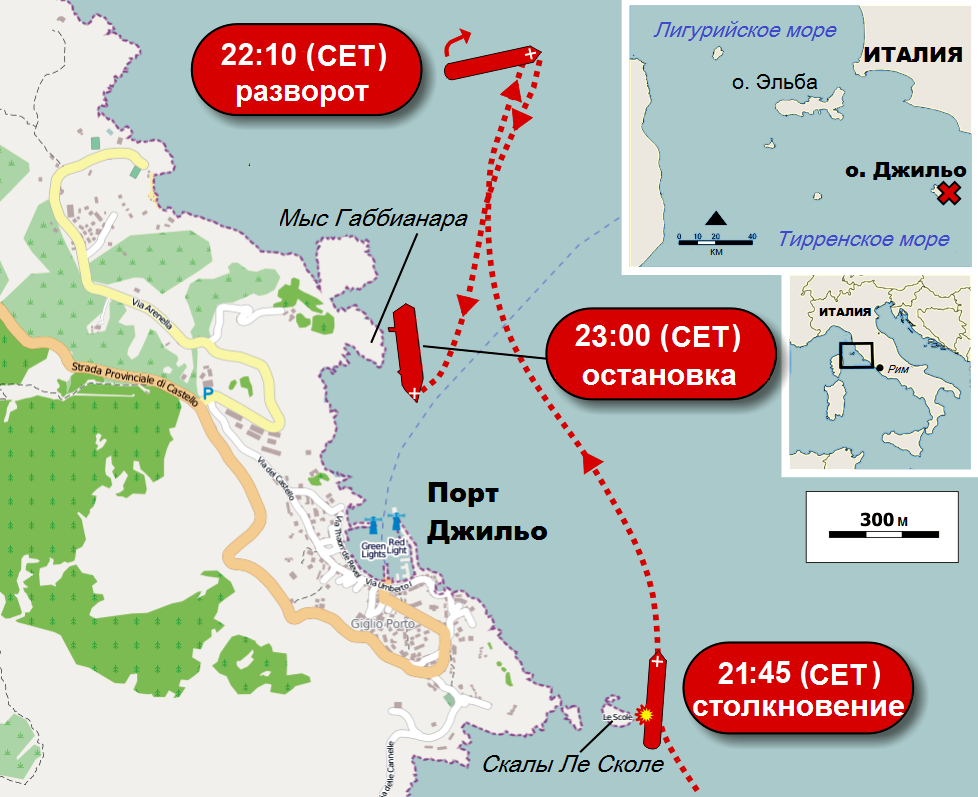
Схема места катастрофы

В 22:33 раздался сигнал общей тревоги — семь коротких гудков и один длинный. Согласно инструкции, все пассажиры должны были надеть спасательные жилеты и проходить на пункты сбора на шлюпочной (четвёртой) палубе, откуда производится посадка в шлюпки. В соответствии с действовавшими в 2012 году правилами в течение суток с момента посадки на судно пассажиры должны были проходить инструктаж. Поскольку после выхода из последнего порта прошло всего три часа, без малого 700 человек на «Коста Конкордии» не были проинструктированы по действиям в чрезвычайной ситуации. Инструктаж и учебный сбор на шлюпочной палубе в спасательных жилетах были запланированы на следующий день. Многих звуковая сирена ввела в заблуждение. В 22:35 по громкой связи к пассажирам обратился капитан. Он отдал приказ собираться всем у спасательных шлюпок.
В 22:36 тонущий лайнер запросил помощь у береговой охраны в Ливорно. Спасателям была передана информация о бедственном положении судна и о нарастающем крене. После одиннадцати вечера к терпящей бедствие «Коста Конкордии» из Портоферрайо направились семь катеров спасательных служб, береговой охраны и полиции; из Сарцаны вылетел вертолёт; из порта Джильо вышел паром «Альджильюм». В 22:47 «Коста Конкордия» ещё продолжала дрейфовать со скоростью 1 км/ч, и Скеттино приказал бросить оба якоря.
В 22:49, когда крен на правый борт достиг 12°, экипаж закончил готовить шлюпки к спуску, и началась посадка первых пассажиров. К этому времени на шлюпочной палубе скопилась большая толпа. Посадка в шлюпки велась неорганизованно, приоритета при посадке по половому или возрастному признакам не предоставлялось. В результате началась суматоха, многие пассажиры отталкивали друг друга и не давали пропустить вперёд беременных женщин и женщин с детьми. Но бывали редкие исключения. Так, 30-летний барабанщик Джузеппе Джироламо уступил своё место в шлюпке двоим детям. Тело музыканта извлекли водолазы спустя несколько дней.
По мере своих возможностей помощь пассажирам старались оказать младшие члены экипажа: стюарды, официанты, уборщики и другие. Не имея специального морского образования, а лишь пройдя курсы по действиям в чрезвычайных ситуациях, часть из них помогала людям сориентироваться, найти проход на шлюпочную палубу, правильно надеть спасательный жилет, успокаивала. Однако, по словам многих пассажиров, некоторые из экипажа мало того, что сами предавались панике, но и мешали пассажирам эвакуироваться. Так, группа филиппинских стюардов первой заняла места в одной из шлюпок и ногами отпихивала пытающихся пройти пассажиров. Спасательные жилеты на лайнере были двух цветов — салатовые для экипажа и оранжевые для пассажиров. Последние давали некоторое преимущество при посадке в шлюпки. Многие из обслуживающего персонала «Коста Конкордии» воспользовались этим, надевали жилеты, предназначенные для пассажиров, и покидали тонущее судно вперёд них.
Из-за того, что национальный состав на «Коста Конкордии» был очень разнообразен, имели место языковые проблемы. Весь многонациональный экипаж владел английским, но выходцы из стран Южной и Юго-Восточной Азии, которые составляли половину всей команды, редко могли объясниться на каком-либо другом европейском языке. Это вносило дополнительные сложности для тех, кто не владел английским. Молодая пара из Южной Кореи Хан Гидук и Ху-Джин Юнги во время объявления эвакуации спали в своей каюте на восьмой палубе на правом борту. Их разбудил вошедший член экипажа, который сообщил об эвакуации на английском, но, не поняв ни слова, молодые люди не стали уточнять причину беспокойства и продолжили спать. Во второй раз они проснулись от громкого гула и скрежета, издаваемых тонущим судном. Коридор уже наклонился так сильно, что им пришлось выбираться по линии стыка стены и пола, пройти по лестнице было вовсе невозможно. Все попытки покинуть судно самостоятельно у Юнгов оказались тщетными.

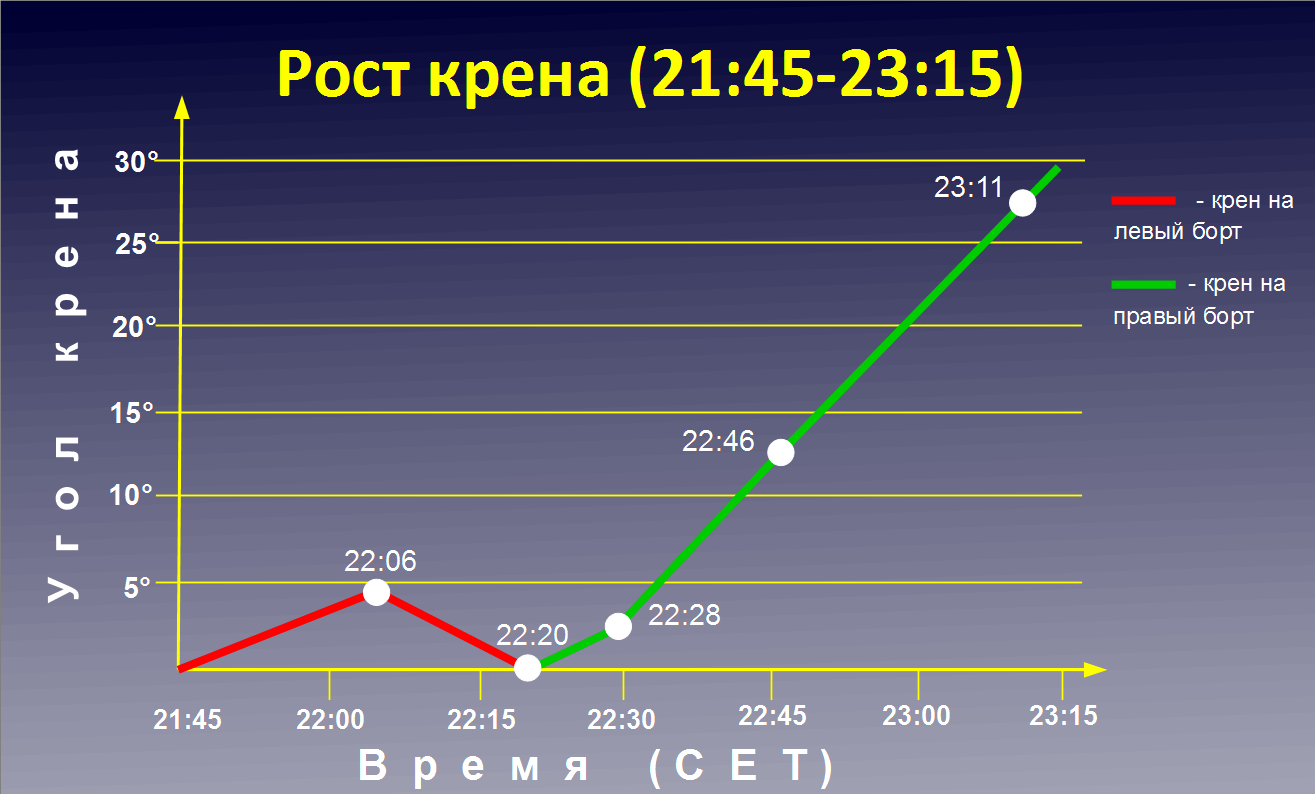
Рост крена в течение полутора часов после столкновения

Франческо Скеттино долго не решался отдать команду «покинуть судно», два его помощника убеждали в необходимости такой меры, но капитан колебался. Он ждал, когда заклинивший правый якорь, наконец, ляжет на дно, и корабль станет неподвижен. Только в 22:51 он объявил: «Пассажиры на берег». Приказ капитана об оставлении судна в 22:54 по громкой связи на английском языке озвучил второй помощник грек Димитри Кристидис.
В 22:55 экипаж приступил к спуску первых шлюпок. Люди заполняли 150-местные шлюпки за считанные минуты, но команда медлила с их спуском. Некоторые шлюпки переполненными висели до 20 минут. То и дело подклинивали спусковые устройства, возникали проблемы с отсоединением шлюпочных талей после спуска на воду. В 23:10 крен «Коста Конкордии» превысил 25° и продолжал увеличиваться, что сильно осложняло передвижение по кораблю и ход эвакуации. Шлюпки, спускаемые с левого борта, несмотря на максимально выведенные за борт шлюпбалки, зацепляли корпус. Три последние шлюпки оттуда спустить не удалось, поскольку к этому времени крен возрос настолько, что спусковое устройство автоматически заблокировалось. Одна из застрявших шлюпок могла успеть покинуть теплоход, если бы в последний момент один из членов экипажа не решил задержать спуск и пересчитать пассажиров, что отняло несколько минут. Только 6 из 70 35-местных спасательных плотов получилось развернуть и успешно спустить на воду. На левом борту были разложены ещё три надувных плота, но из-за сильного крена все они так и остались лежать на палубе.

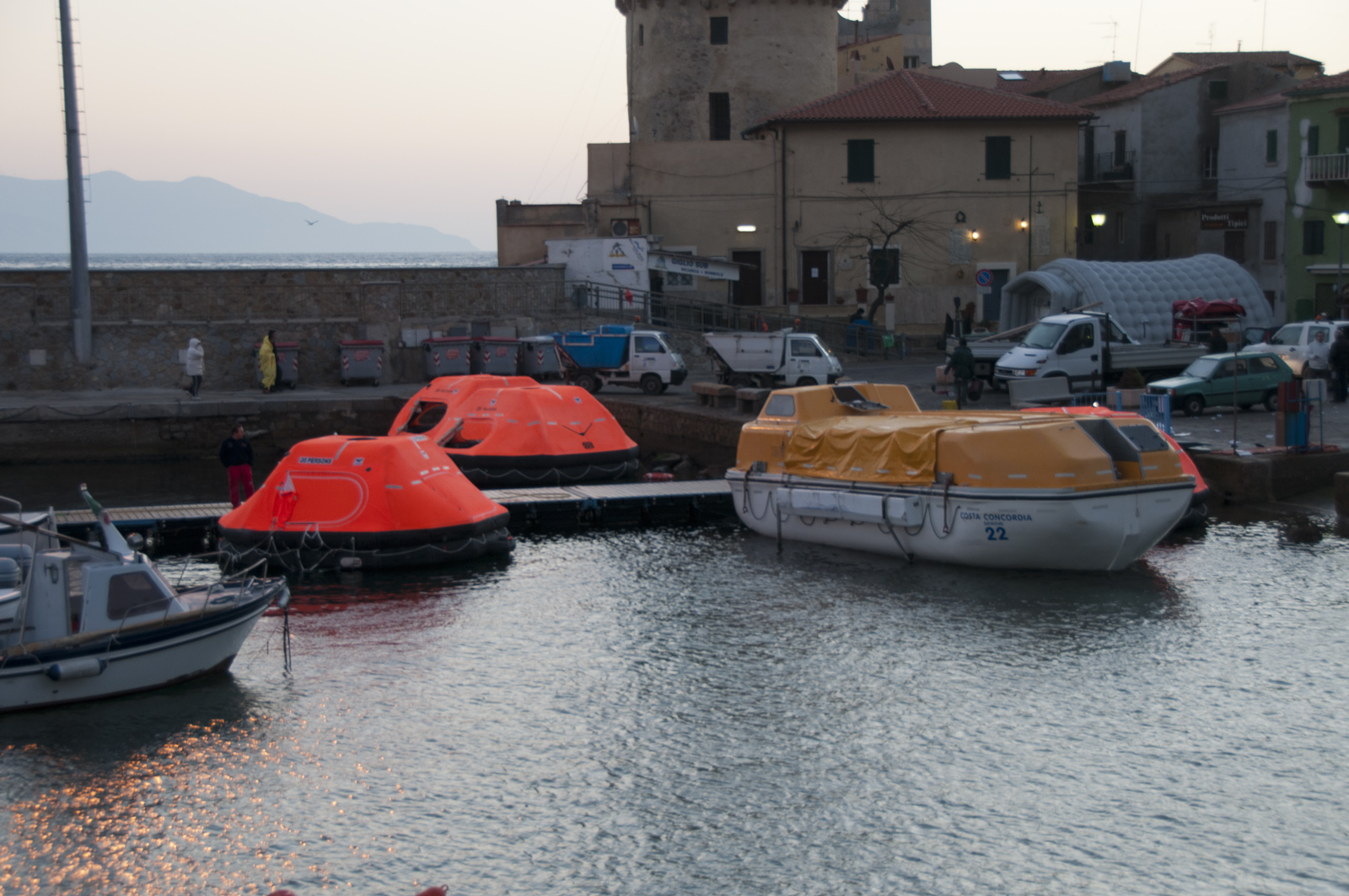
Шлюпка и спасательные плоты «Коста Конкордии» в Джильо Порто

Расстояние от тонущей «Коста Конкордии» до причалов посёлка Джильо Порто, куда шлюпки доставляли потерпевших, составляло порядка 400 м, а до ближайшей суши — практически непригодного для выхода на берег крутого скалистого склона — 55 м. Более десятка человек спасались с борта вплавь. В воде их подбирали подоспевшие спасательные катера и лодки местных рыбаков. Однако три человека, прыгнувших за борт, погибли, ещё шесть получили травмы.
В 23:19 Скеттино, сменивший капитанскую форму на обычный костюм, приказал покинуть мостик и спускаться на шлюпочную палубу. На мостике координировать ход эвакуации остался один человек — штурман Симон Канесс. Он нёс вахту ещё 15 минут, после чего оставил пост, больше там никто не появлялся. В 23:30 капитан и его первый помощник покинули судно в шлюпке с правого борта. Как позже объяснил Скеттино, он поскользнулся на палубе и упал в отходящую шлюпку. Его слова частично опровергает любительская видеозапись, на которой похожий на капитана мужчина в костюме спокойно ждёт посадки в шлюпку на третьей палубе.
В 23:40 после того, как были спущены последние шлюпки, на борту оставалось ещё порядка 500 человек. Крен в это время уже превысил 35°. Штурман Каннес приказал находившимся на шлюпочной палубе спускаться на правый борт третьей палубы, которая находилась у самой кромки воды. Отсюда людей снимали вернувшиеся после высадки на ближайшие причалы шлюпки, а также катера береговой охраны.

#### Поисково-спасательная операция (23:40 — 4:46)
После того, как спуск спасательных средств с борта «Коста Конкордии» стал невозможен, спецоперация по спасению оставшихся на судне перешла в активную фазу. Её проведение возглавил начальник береговой охраны Ливорно Грегорио де Фалько. В носовой и кормовой частях лайнера по левому борту были сброшены верёвочные лестницы, по которым люди спускались к воде, где их ожидали спасательные суда. По этим же лестницам на борт для оказания помощи оставшимся на судне поднимались спасатели. В первую очередь они искали и выводили людей, по тем или иным причинам заблокированных в каютах и салонах. На затопленные и подтопленные палубы спускались водолазы. В одном из залитых водой помещений было обнаружено тело первого погибшего. С правого борта люди эвакуировались по штормтрапу, спущенному в носовой части шлюпочной палубы, которая около полуночи оказалась всего в двух метрах над поверхностью воды. Тех, кто находился выше и не мог спуститься, поочерёдно эвакуировали тремя вертолётами. В общей сложности вертолёты сняли с надстройки и доставили на военный аэродром в Гроссето в 45 км 16 человек.
В 0:32 Фалько связался с капитаном Скеттино по телефону и запросил у него информацию о количестве людей на правом борту в носовой части корабля около штормтрапа (на самом деле он имел в виду левый борт, так как правый уже наполовину ушёл под воду). Капитан тем временем находился в шлюпке, и Фалько приказал ему немедленно возвращаться на «Коста Конкордию». Через 10 минут между ними состоялся ещё один телефонный разговор:
| Фалько   | Я должен был сообщить прокурору, вот срань! |  |
| Фалько   | Алло? |  |
| Скеттино | Да? |  |
| Фалько   | Это де Фалько из Ливорно, капитан? |  |
| Скеттино | неразборчиво |  |
| Фалько   | Алло? |  |
| Скеттино | Да, добрый вечер, капитан. |  |
| Фалько   | Это говорит де Фалько из Ливорно. Я говорю с капитаном? |  |
| Скеттино | Да, добрый вечер, капитан де Фалько, это Скеттино. |  |
| Фалько   | Скеттино? Слушай, Скеттино, там люди, застрявшие на борту. Ты сейчас со своей спасательной шлюпкой направляешься к носу корабля с правого борта. Там есть веревочный трап. Ты должен забраться по нему на борт корабля. Забраться и доложить, сколько там людей. Все ясно? Я записываю этот разговор, капитан Скеттино. |  |
| Скеттино | Понятно... Капитан... дайте объяснить кое-что... |  |
| Фалько   | Говорите громче! Прикройте микрофон руками и говорите громче! Понятно? |  |
| Скеттино | неразборчиво |  |
| Фалько   | Понятно! Там люди... слушай! Там люди спускаются по веревочному трапу. Ты должен забраться по нему на корабль и доложить мне, сколько там людей и что там на борту! Понятно? Сообщить, есть ли там дети, женщины или кто-либо нуждающийся в медицинской помощи. Доложишь, сколько их.                                   |  |
| Фалько   | Послушай Скеттино, ты, может, спасся от воды, но я тебя достану...и устрою... я тебе устрою такие проблемы. Быстро вернулся на борт, блядь! |  |
| Скеттино | Капитан... пожалуйста... |  |
| Фалько   | Никаких пожалуйста! Ты сейчас возвращаешься на борт. |  |
| Скеттино | Я тут, на спасательной шлюпке, я тут, я никуда не уплывал. Я тут. Я... |  |
| Фалько   | Чем ты там занимаешься, капитан? |  |
| Скеттино | Я тут координирую спасательную операцию... |  |
| Фалько   | Что ты там координируешь? Вернулся на борт! Координируй спасательную операцию с корабля! |  |
| Фалько   | Ты отказываешься выполнять приказ? |  |
| Скеттино | Нет, нет, я не отказываюсь... Я... |  |
| Фалько   | Ты отказываешься вернуться на борт, капитан! Можешь назвать мне причину, по которой ты не возвращаешься на борт? |  |
| Скеттино | Потому, что там стоит другая шлюпка... |  |
| Фалько   | Вернулся на борт!!! Это приказ! Ты не имеешь права делать что-либо другое! Ты решил покинуть корабль, теперь я тут главный! И ты возвращаешься на борт!!! Понял?! Пошёл! И позвони, как будешь на борту. Мои спасатели в воздухе там.                                                                                   |  |
| Скеттино | Где ваши спасатели? |  |
| Фалько   | Мои спасатели на борту. Пошёл! Здесь уже есть трупы, Скеттино! |  |
| Скеттино | Сколько там трупов? |  |
| Фалько   | Я не знаю. Я слышал об одном. Ты должен мне сказать сколько! Боже... |  |
| Скеттино | Вы понимаете, тут темно и ничего не видно... |  |
| Фалько   | И что?! Ты хочешь вернуться домой, Скеттино?! Темно и ты хочешь вернуться домой?! Схвати на носу штормтрап и скажи мне, что можно сделать, сколько людей там, какая помощь им требуется? Сейчас же! |  |
| Скеттино | Я со вторым помощником. |  |
| Фалько   | Тогда вы оба возвращаетесь на борт. Оба!!! Как зовут второго помощника? |  |
| Скеттино | Его зовут Димитри... |  |
| Фалько   | Димитри кто? |  |
| Скеттино | Димитри Кристидис |  |
| Фалько   | Ты и твой второй помощник возвращаетесь на борт. Сейчас же! Это ясно? |  |
| Скеттино | Капитан, я хочу вернуться на борт, но тут стоит другая шлюпка со спасателями, она остановилась и дрейфует... Сейчас... Я позвал других спасателей... |  |
| Фалько   | Ты мне об этом говоришь уже час, а теперь, вернись на борт!!! Вернись на борт!!! И доложи, сейчас же доложи мне сколько там людей. |  |
| Скеттино | Хорошо, капитан... Я направляюсь... |  |
| Фалько   | Пошел! Живо! трубка повешена |  |

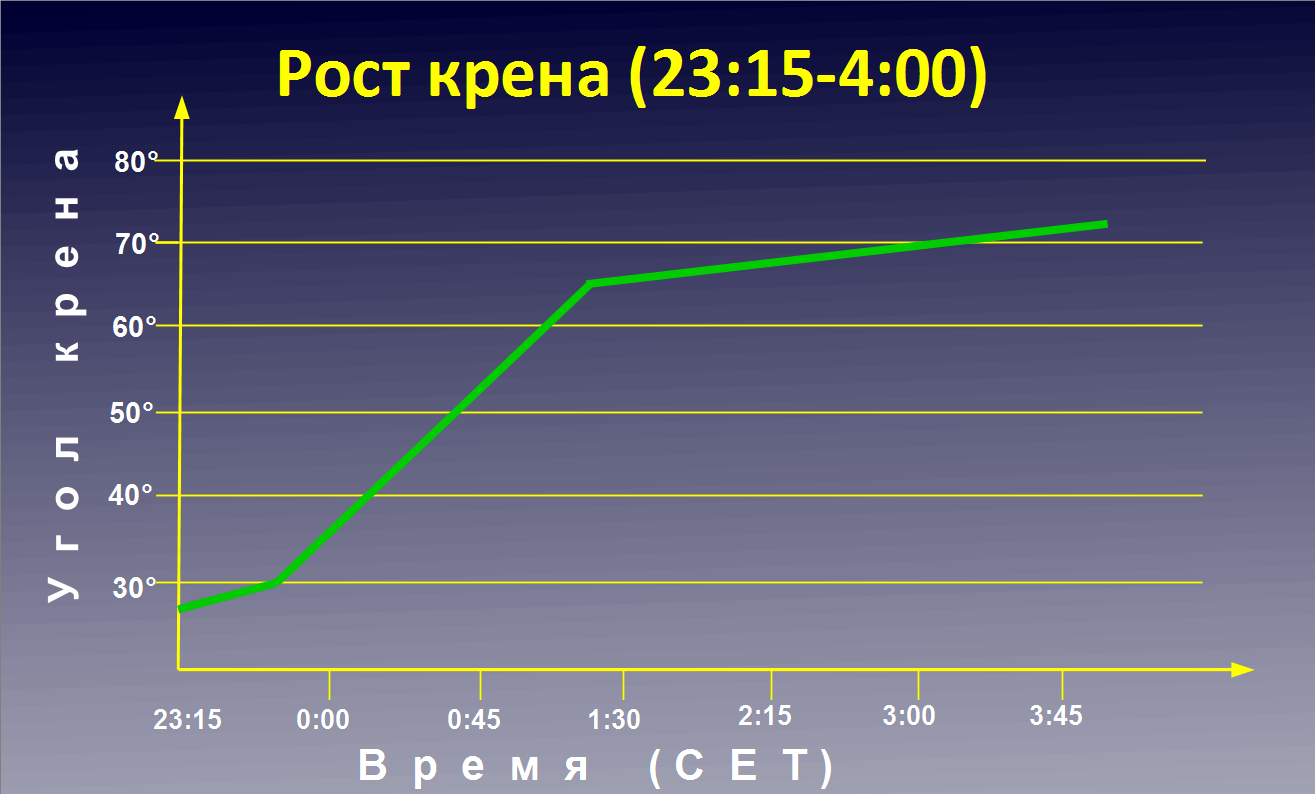
Рост крена (23:15-4:00)

Несмотря на приказ, на «Коста Конкордию» капитан с помощником так и не вернулись. Узнав о случившейся трагедии, заместитель мэра коммуны Джильо Марио Пеллегрини поднялся на тонущий лайнер, чтобы оттуда координировать работу спасательных служб и помогать людям спускаться по трапу к спасательным катерам. По словам Пеллегрини, на терпящем бедствие судне отсутствовала какая-либо организованность, пассажиры были оставлены экипажем на произвол судьбы. Немногие в этой ситуации не предались всеобщей панике, сохраняли самообладание, помогали друг другу выбираться.
За два часа, прошедшие с того момента как спускать шлюпки стало невозможно, было спасено около 300 человек. В 1:30, когда крен составлял 65°, на борту оставалось ещё порядка 200 человек. Аварийные генераторы к этому времени отключились, и судно погрузилось в мрак. Единственными источниками света были прожекторы вертолётов и катеров спасателей. При 70-градусном крене оставшимся на борту ничего не оставалось, как в темноте передвигаться по скользкой внешней обшивке с множеством окон и балконов. Особенно это было тяжело для пассажиров преклонного возраста. У трапа люди выстраивались змейкой и по очереди спускались. Не всем удалось невредимыми добраться до спасателей, многие срывались в воду.
В 3:50 катер береговой охраны доложил, что на судне остаётся около 40—50 человек. В течение следующего получаса было спасено ещё 20 человек, и наконец в 4:46 эвакуация была завершена. После пяти часов утра вертолёт поднял с «Коста Конкордии» интенданта, штурмана Симона Каннеса, судового врача Сандро Чинквини и заместителя мэра Джильо Марио Пеллегрини, которые, начиная с полуночи, выводили людей из залитых помещений судна и помогали им спускаться к спасателям. Среди спасённых ими было 8—9 человек, которые вовсе не могли самостоятельно передвигаться.
Внутри корабля всё ещё ждали помощи три человека: молодожёны из Южной Кореи на восьмой палубе и главный пассажирский администратор Манрико Джампедрони, который лежал в полузатопленном ресторане «Милан» на третьей палубе со сломанной ногой. После того как судно легло на правый борт, ему пришлось идти по стене. В темноте Джампедрони провалился в дверной проём и упал на лестницу палубой ниже, в результате чего травмировал ногу.
Более четырёх тысяч спасшихся с лайнера человек принял маленький прибрежный посёлок Джильо Порто населением 600 человек. Местные жители оказывали активную помощь как пострадавшим, так и прибывшим на место спасателям: подносили чай, одеяла, тёплую одежду, медикаменты. Пассажиры и экипаж были на ночь размещены в местной церкви, школе, гостинице и других общественных зданиях. Многие жители посёлка давали кров в своих домах. Один из селян принял сразу 30 человек. Помощь раненым оказывали прибывшие на пароме из Порто Санто Стефано (ближайшего города на материке) медики скорой помощи. В 4:50 компания «Коста Крочере» предоставила полный список находившихся на борту, незамедлительно началось составление списка спасённых. После установления личности часть пассажиров покинула остров на паромах. В 4:01 судно с 600 людьми отправилось в Порто Санто Стефано в 20 км к востоку от Джильо. Следующим вышел паром «Дианум», он забрал с острова 230 выживших в крушении. В 5:08 412 человек на материк вывез паром «Альджильюм». В 5:27 Джильо покинул паром «Домиция» с 51 спасённым. В результате крушения «Коста Конкордии» 110 человек получили ранения, из них 14 было госпитализировано.
К раннему утру 14 января «Коста Конкордия» легла на два вытянутых донных уступа правым бортом, на 27 м (более чем на половину) погрузившись в воду. Подводные скалы, имеющие в длину 37 м, деформировали внешнюю обшивку корпуса в носовой и кормовой частях. Середина корабля и бак остались без опоры.
Среди пассажиров были 108 россиян, из которых один человек был госпитализирован. Трое россиян были в числе экипажа судна. После аварии двоих из них поместили в больницу. Вывоз некоторых граждан России и Украины из Италии на родину сопровождался немалыми сложностями. Тогда как консульские отделы Филиппин, Японии, Чехии, Франции, Южной Кореи и других стран быстро организовали эвакуацию своих граждан из района катастрофы, 42 россиянина и 15 украинцев жаловались, что два дня были вынуждены оставаться в Порто Санто Стефано. Первый день к ним не явились представители ни посольства России в Италии, ни компании «Коста Крочере». Дипломаты, по словам туристов, предлагали лишившимся всего людям самостоятельно добираться до Барселоны — порта окончания круиза. Министр иностранных дел России Сергей Лавров отверг эти заявления, отметив, что пострадавшим оказывается всесторонняя помощь. Они обеспечены питанием и новой одеждой. До 18 января все россияне вернулись на родину. Расходы на авиаперелёты частично покрыла «Коста Крочере».

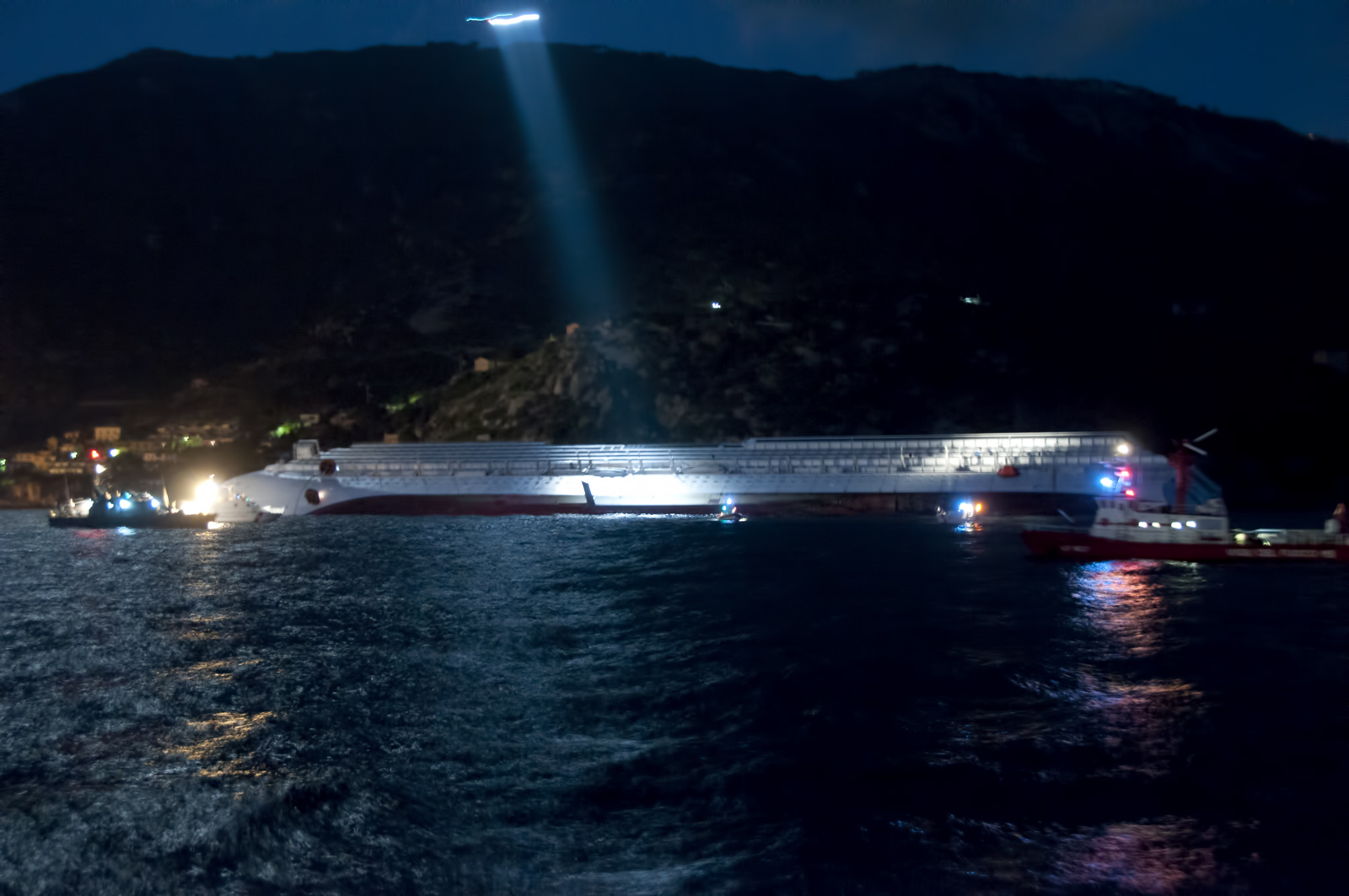
«Коста Конкордия» после окончания эвакуации
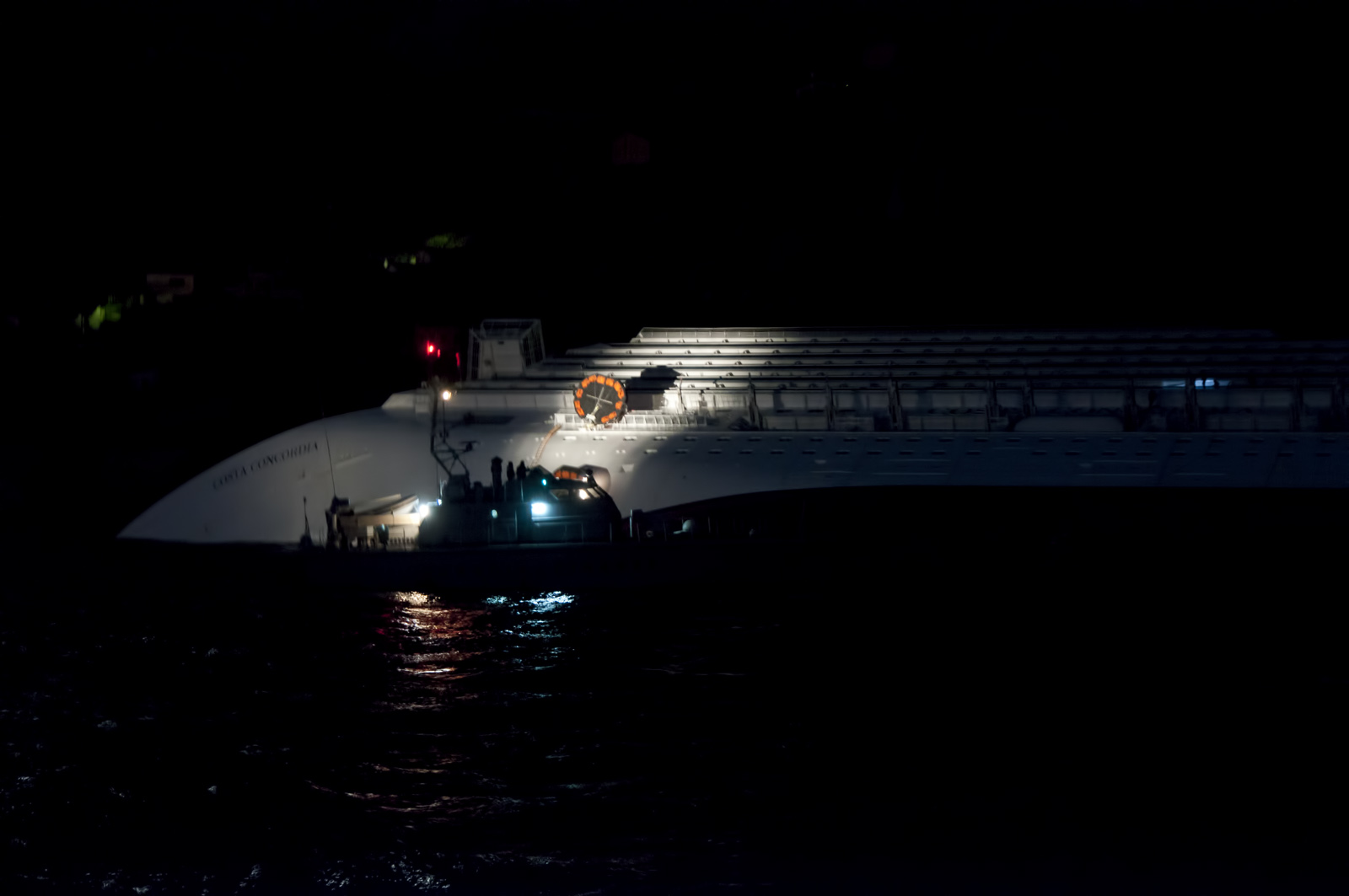
Катер у левого борта, на котором лежат застрявшие спасательные плоты
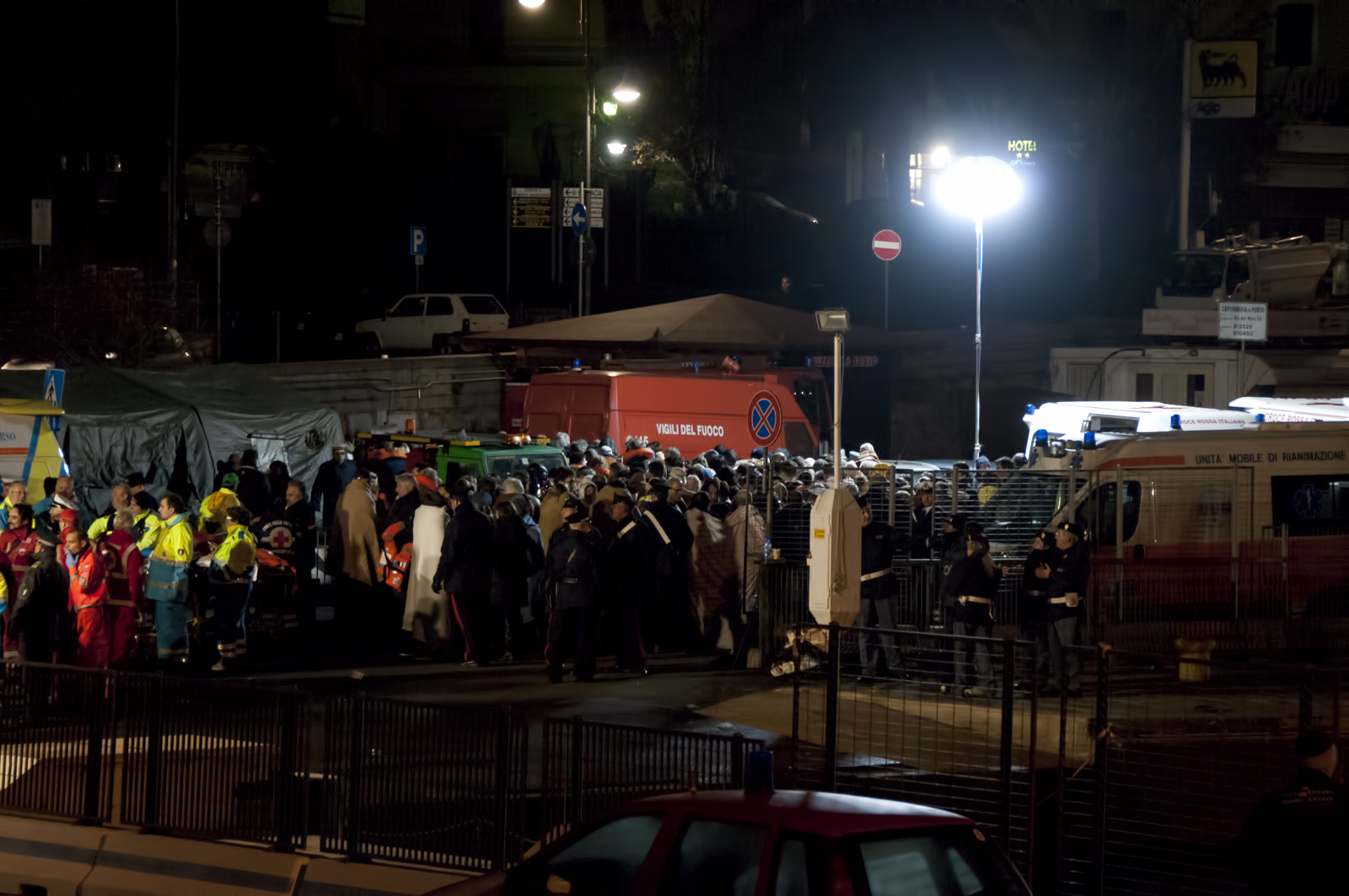
Спасшиеся в Порто Санто Стефоно ночью 14 января
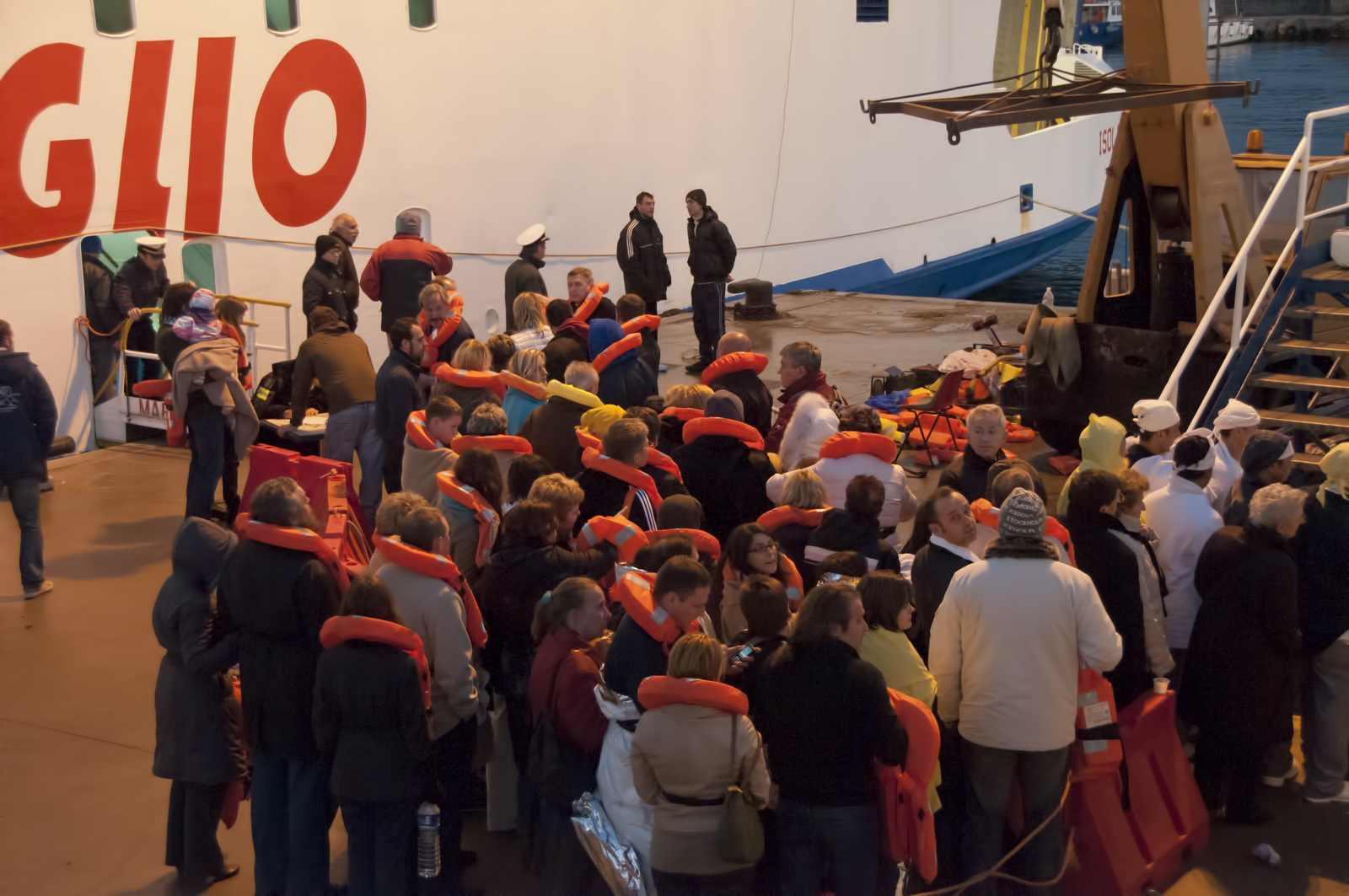
Пассажиры «Коста Конкордии» ожидают посадки на паром утром 14 января

## Поиск пропавших без вести
| Гражданство погибших | Гражданство погибших | Гражданство погибших | Гражданство погибших |
| Гражданство          | Всего                | Пассажиры            | Экипаж               |
| -------------------- | -------------------- | -------------------- | -------------------- |
| Германия             | 12                   | 12                   | 0                    |
| Италия               | 7                    | 6                    | 1                    |
| Франция              | 6                    | 6                    | 0                    |
| Перу                 | 2                    | 0                    | 2                    |
| США                  | 2                    | 2                    | 0                    |
| Венгрия              | 1                    | 0                    | 1                    |
| Индия                | 1                    | 0                    | 1                    |
| Испания              | 1                    | 1                    | 0                    |
| Всего                | 32                   | 27                   | 5                    |

С 14 по 31 января водолазы береговой охраны, военно-морского флота и пожарно-спасательной службы обследовали опрокинувшийся лайнер. Условия лежащего на борту судна (перевёрнутая мебель, разбросанные всюду вещи, стены с окнами и дверьми, переместившиеся практически в горизонтальную плоскость) сильно осложняли работу поисковиков. Водолазы работали парами. Видимость варьировалась от 5 до 60 см. Местами, чтобы проникнуть внутрь, в особенности к воздушным мешкам, где могли находиться выжившие, приходилось применять взрывчатку. Чтобы беспрепятственно покинуть лабиринты затопленных тёмных коридоров, дайверы использовали тянущуюся за собой леску, которая привязывалась к месту выхода.
В незатопленной части судна спасатели продолжали вести поиски. В 21:45 14 января были эвакуированы корейские молодожёны Хан Гидук и Ху-Джин Юнги. В шестом часу утра 15 января было установлено местоположение последнего выжившего на борту — администратора Манрико Джампедрони. Только спустя 3 часа спасателям удалось на носилках из-за перелома ноги вызволить Джампедрони с полузатопленной палубы и поднять на вертолёт, который доставил его в больницу Гроссето. Окружённый водой администратор провёл в ресторане почти 30 часов, питаясь только бутилированной газировкой. На протяжении этого времени он голосом и ударами посуды пытался привлечь внимание спасателей. 25 января спасатели оставили попытки найти на борту выживших.
На 14 января была подтверждена гибель трёх человек. 15 января были обнаружены тела ещё двух погибших, пожилых итальянца и испанца. Таким образом, число жертв увеличилось до пяти человек, а невыясненной оставалась судьба пятнадцати. К 16 января в списке погибших было уже шесть человек. Шестнадцать числились пропавшими без вести.

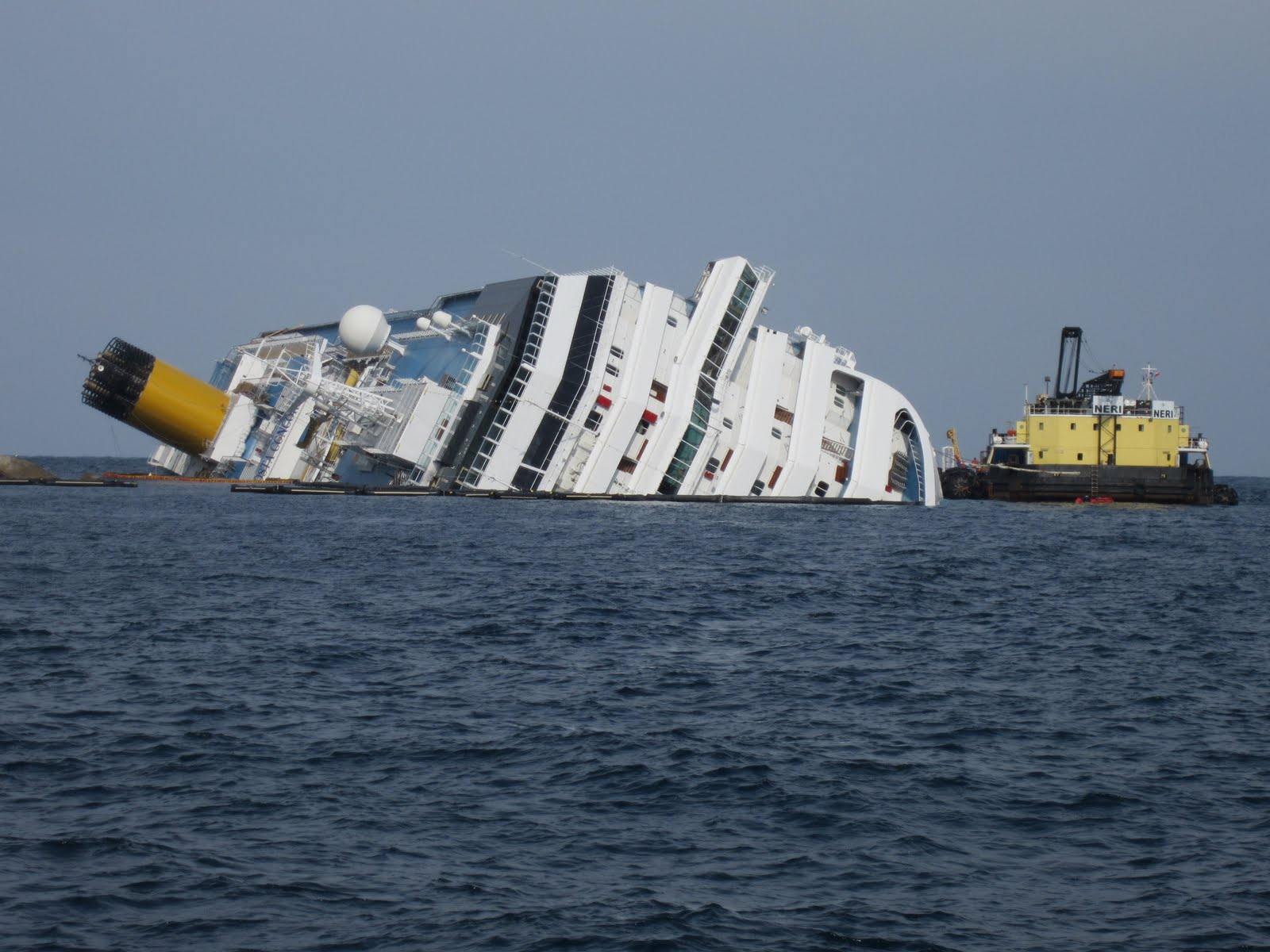
«Коста Конкордия» в феврале 2012 года

16 и 18 января поисковые работы на несколько часов приостанавливались из-за волнения на море, которое вызывало незначительное (около 1,5 см) смещение судна. 20 января «Коста Конкордия» начала со скоростью 1,5 см/ч сползать с мели. В паре десятков метров от неё крутизна склона дна резко возрастала. Возникла угроза окончательного затопления судна, но через несколько часов корабль вновь стал стабилен. 29 января теплоход за 6 часов переместился на 3,5 см, а 2 февраля сразу на 8 см за 7 часов. Такая динамика очень обеспокоила специалистов. Даже небольшие сдвиги громадного лайнера по скалистому дну вызывали значительные деформации корпуса, из-за которых он мог дать трещину и переломиться. Всякий раз, когда фиксировалось движение судна, все работы на борту сворачивались.
31 января водолазы завершили поиски погибших. Продолжение подводных работ внутри деформированного судна было связано с неоправданно большим риском для дайверов. Тем не менее, 22 февраля аквалангисты вернулись на борт и обследовали участок на четвёртой палубе, где, по рассказам очевидцев, оставались люди. Там было обнаружено 4 тела, в том числе тело 6-летней девочки. 22 марта на дне вблизи корабля было обнаружено ещё 5 тел. Большинство погибших было найдено в затопленной части судна. Вода настигала людей на лестницах, в коридорах, ресторанах, салонах и даже каютах. Поиск на морском дне, на площади в 18 км², и в незатопленных помещениях корабля продолжался. Останки последнего погибшего были обнаружены 3 ноября 2014 года после подъёма лайнера. При помощи экспертизы ДНК была установлена личность человека. Им оказался индийский официант Рассел Ребелло. Жертвами крушения «Коста Конкордии» стали 32 человека — 27 пассажиров и 5 членов экипажа (2 официанта, 2 музыканта и стюард). Погибли 16 мужчин, 15 женщин и один ребёнок. 18 погибших были старше 60 лет, самому старому было 86 лет.

## Экологические последствия

Севшая на мель «Коста Конкордия» после окружения бонами

Сразу после катастрофы власти запретили судоходство в радиусе одной морской мили (1,852 м) от «Коста Конкордии». 16 января в воде вблизи кормовой части были обнаружены следы топлива. Возник риск утечки в море больших объёмов горючего. В 23 топливных танках затонувшего лайнера находилось 2380 т топлива. В качестве меры предосторожности на воде вокруг корабля были развёрнуты боновые заграждения. Среди других жидкостей на борту, разлив которых мог нанести большой урон экосистеме, были 5120 л азота в системе пожаротушения, 1351 м³ сточных вод, более 41 м³ смазочных материалов, 855 л жидкой эмали, 280 л ацетилена и другие.

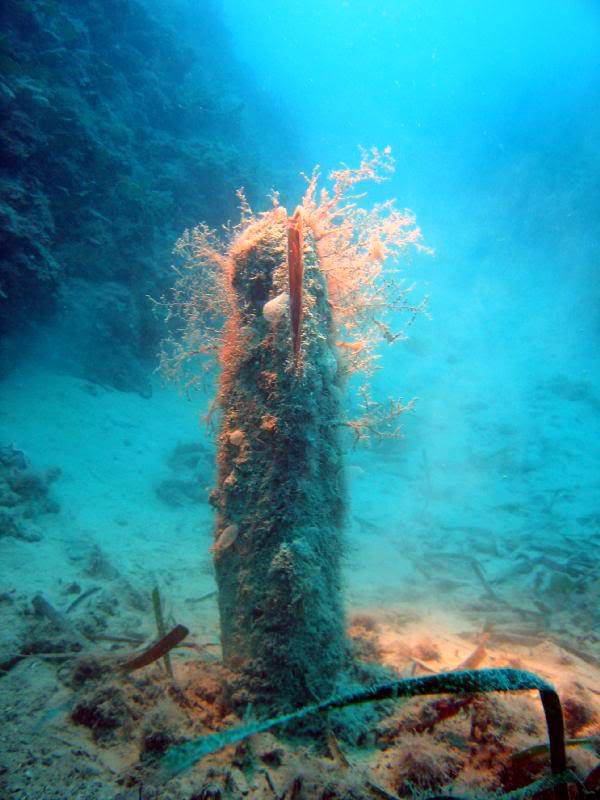
Раковина моллюска Pinna nobilis, обитающего у западных берегов Италии

Район бедствия входит в особо-охраняемую средиземноморскую территорию. Разлив дизельного топлива привёл бы к уничтожению значительной части уникальной флоры и фауны акватории Тосканского архипелага, многомиллионным убыткам и экономическому упадку региона, живущего в основном за счёт туризма. Первым делом экологи перенесли на безопасное расстояние 200 двустворчатых моллюсков вида Pinna nobilis — эндемика Средиземного моря, находящегося на грани исчезновения.
Первые недели «Коста Конкордия» незначительно перемещалась по скалистому дну, из-за чего появилась угроза потери целостности корпуса и повреждения топливных танков. Чтобы минимизировать последствия возможной экологической катастрофы, Европейское агентство морской безопасности 28 января отправило в Джильо Порто судно для ликвидации последствий разливов нефти «Салина Бэй». 29 января к месту крушения прибыло океанографическое судно «Астреа» для проведения экологического исследования акватории.
На откачку топлива и нечистот компания-судовладелец «Коста Крочере» объявила тендер, который выиграла нидерландская «Smit International». 12 февраля она приступила к работе. Сначала топливо выкачивалось из 15 танков, в которых находилось 84 % от общего запаса. К 20 февраля танки были опорожнены примерно наполовину. 3 марта рабочие приступили к откачке оставшихся 350 кубометров топлива и смазочных материалов из ёмкостей машинного отделения. Для этого им пришлось вырезать отверстие в корпусе. Основная сложность на этом этапе заключалась в том, что часть танков находилась под водой. Вязкие масла для облегчения перекачки предварительно нагревались. Для сохранения балансировки лайнера в пустые топливные танки закачивалась морская вода. 24 марта работы были успешно завершены.
На борту затонувшего теплохода находились множество дорогих предметов и материалов, принадлежащих пассажирам или составляющих убранство судна. В связи с этим высказывались опасения, что эти ценности могут стать добычей мародёров. По периметру места крушения было установлено видеонаблюдение. Несмотря на все меры предосторожности, нескольким дайверам удалось несанкционированно проникнуть на борт и похитить часы и украшения из магазина, картины и рынду. Четверо преступников были задержаны, ими оказались сотрудники «Salvage Consortium», которая участвовала в подъёме судна.

## Судебное разбирательство
Следствие по делу гибели «Коста Конкордии» вели Итальянская центральная комиссия по расследованию аварий на море и Портовое управление береговой охраны Италии. 14 января экс-капитан затонувшего лайнера Франческо Скеттино и его первый помощник Чиро Амброизио были допрошены. Следователей в первую очередь интересовало, почему судно подошло так близко к берегу и почему за 4 часа так и не был передан сигнал бедствия. Скеттино заявил, что выполнял традиционное для кораблей «Коста Крочере» «приветствие», заключавшееся в подаче гудков на малом расстоянии от берега. В крови вахтенных офицеров экспертиза не выявила следов алкоголя или наркотиков на момент столкновения .
16 января им были предъявлены обвинения в причинении смерти по неосторожности, халатности, нарушении правил судоходства, оставлении в опасности более 300 человек и преждевременном оставлении судна (по итальянским морским законам капитан обязан последним покинуть тонущий корабль). Скеттино был арестован и помещен в следственный изолятор Гроссето. На следующий день капитана перевели под домашний арест в его родном городе Мета-ди-Сорренто. 18 января в отставку подал председатель Итальянского морского регистра Джанни Шерни, который в ноябре 2011 года выдал «Коста Конкордии» свидетельство о годности к плаванию.
В течение нескольких дней после крушения были найдены регистраторы данных рейса. 19 января были списаны данные с панелей управления на капитанском мостике, оттуда же были изъяты жёсткие диски. Один из них содержал записи с камер наблюдения, установленных внутри мостика и обращённых на пульт управления, которые зафиксировали действия судоводителей. Также к делу были приобщены записи с камер патрульного катера, на которых запечатлён процесс затопления судна с 22:30 до 23:20.
3 марта начались закрытые для широкой публики и СМИ слушания. Потерпевшие давали показания в Гроссето. Здание местного суда не могло вместить всех участников процесса, поэтому заседание проходило в театре. Адвокат потерпевшей стороны Джулия Бонджорно настояла на приобщении к делу переговоров капитана, записанных не только перед столкновением, но и за несколько часов до него — с момента выхода из Чивитавеккьи. На записях слышно, что на мостике постоянно находились посторонние лица, о чём ранее сообщила третий помощник Сильвия Короника. К 21 июля эксперты завершили расшифровку бортовых самописцев.
По окончании слушаний 21 декабря 2012 года по делу о гибели «Коста Конкордии» в качестве подозреваемых проходило уже 12 человек. Всем четырём старшим офицерам вменялась в вину пассивность при нарушении капитаном правил судовождения в части несоблюдения скоростного режима и прокладки курса вблизи берега с помощью карты ненадлежащего масштаба. Офицер по безопасности Андреа Бонджованни и штурман Симон Каннес были обвинены в том, что не сообщили в морской центр управления в Ливорно о серьёзном инциденте. Бонджованни с большой задержкой доложил лишь о второстепенных неполадках на борту. Главный пассажирский администратор Манрико Джампедрони не организовал эвакуацию после объявления тревоги. Рулевой Якоб Русли совершил несколько ошибок при выполнении приказов капитана во время маневрирования близ Джильо. Обвинения были также выдвинуты Роберто Феррарини, руководившему кризисным центром компании «Коста Крочере», и её вице-президенту Манфреду Урспрунгеру.
Роль, которую играла судоходная компания Costa Crociere в планировании движения своих судов, до сих пор должным образом не установлена. Согласно заключительному отчету на 270 страницах, экспертная комиссия, созданная судьей для предварительного расследования в Гроссето и которая просмотрела и обрабoтала все данные с записывающих устройств, пришла, среди прочего, к следующим результатам:
- Планирование курса, проведенное в порту отправления Чивитавеккья с плотным проходом рядом с островом Джильо (от которого капитан затем снова отклонился), было ошибочно, потому что штурман не имел информации о возможных опасностях этого курса и не имел подробную карту побережья острова.
- Спасательные учения на Коста Конкордия не соответствовали руководящим принципам SOLAS для круизов с заходом во многие порты. Поскольку спасательные учения проводились только один раз за «тур», некоторые пассажиры не знали до последнего момента, где находятся спасательные жилеты и места нахождения спасательных шлюпок.
- Не все члены экипажа знали свою роль в спасательной операции (или называли роль, отличную от предполагаемой). У некоторых членов экипажа отсутствовали (либо срок их действия истек) требуемые сертификаты обучения эвакуации.
- Смешение официального итальянского языка на борту, с «разговорным» английским, привело к проблемам до и после столкновения, даже рулевой иногда неправильно понимал команды, данные ему на английском языке.
- Капитан прибыл на мостик слишком поздно для такого маневра и привел с собой людей, которых не должно было быть на мостике. Затем в критические моменты говорил со своим бывшим коллегой по мобильному телефону.
- Капитан не снизил скорость до должного уровня для такого маневра, не назначил дозорного и не спросил офицеров о ситуации, когда снова принял командование.
- Большая и длинная пробоина привела к мгновенному затоплению машинных отделений (разделенных отсеками) и основного отсека электрики, так что через несколько минут после столкновения корабль полностью утратил возможность маневрировать без двигателя и из-за его отсутствия руля направления (всего было затоплено пять отсеков, единственная устойчивость осталась только у двух отсеков).
- Командованию судна было известно о полном затоплении как минимум трех отсеков через 15 минут после столкновения. Командование должно было сообщить об этом в MRCC (морской спасательный центр) и готовить эвакуацию, но этого не произошло.
- Аварийный генератор электроэнергии не запускался автоматически по невыясненным причинам. После запуска вручную он многократно выключался из-за неработающего контура охлаждения. Однако, все предварительные испытания генератора были без нареканий, так что этот момент суд оценил непредсказуемым.
- Ни один из насосов для откачки воды, не мог быть использован, потому что они были частично затоплены и частично были обесточены. Но, по мнению экспертов, даже использование всех насосов не помогло бы спасти корабль.
- Конечная позиция дрейфовавшего судна (перед островом) создалась ветром и морским течением, экипаж в этом не участвовал. Якоря опустили только тогда, когда корабль почти достиг конечного положения. Следовательно, якоря не могли иметь никакого влияния на остановку судна.
- Во время спасательной операции начали использовать шлюпки на правом борту судна. Хотя было очевидно, что из-за увеличения крена вправо использование шлюпок на левом борту скоро станет невозможным.
- Немногие спасательные шлюпки использовались и управлялись ответственными за них членами экипажа. У некоторых спасательных шлюпок и спасательных плотов было по несколько членов экипажа, в то время как у многих других был персонал не прошедший курс подготовки к эвакуации.
- Капитан и большинство офицеров покинули корабль, хотя на борту еще оставалось несколько сотен человек.

По мнению ученых из Ростока, если бы не попутный ветер, корабль ушел бы дальше в море и затонул бы на глубине около ста метров — тогда жертв было бы значительно больше.
Представитель обвинения Франческо Веруцио предложил дать Скеттино 15 лет тюрьмы за причинение смерти по неосторожности, 10 лет за крушение лайнера, по 8 лет за каждого из более чем 300 пассажиров, которых капитан бросил на борту, и по столько же лет за каждого из тех, кто так и не дождался помощи спасателей. Таким образом, в общей сложности, Скеттино грозило 2697 лет тюремного заключения.
Франческо Скеттино лишь частично признавал свою вину. По его словам, столкновение произошло из-за того, что на карте не был отмечен злополучный риф, больших жертв удалось избежать благодаря тому, что команде удалось посадить теплоход на мель (в действительности, посадка на мель произошла без участия экипажа), а в шлюпке он очутился случайно, поскользнувшись на палубе.
23 марта 2013 года пять человек были признаны виновными по статьям халатность и причинение смерти по неосторожности. Начальник кризисного центра «Коста Крочере» Роберто Феррарини получил срок заключения 2 года 10 месяцев, главный пассажирский администратор Манрико Джампедрони (по его вине эвакуация шла беспорядочно, на борту началась паника) — 2 года 6 месяцев, трое судоводителей: Чиро Амброизио, Сильвия Короника, Якоб Русли получили сроки от 20 до 23 месяцев. Подсудимые признали свою вину и пошли на сделку со следствием. Их дела рассматривались в особом порядке, поэтому сроки до двух лет были условными, а осуждённым более чем на 2 года предстояло отбывать наказание дома и заниматься общественными работами. Адвокаты пострадавших пассажиров были не удовлетворены чересчур мягкими приговорами и подали апелляцию. Судоходная компания «Коста Крочере» была оштрафована на миллион евро. Капитану Скеттино прокурор отказал в сделке со следствием.
В октябре возобновились судебные заседания по делу капитана Скеттино. Свои показания впервые давала 26-летняя молдавская танцовщица Домника Чемортан, которая находилась на «Коста Конкордии» без билета. Она призналась, что состояла со Скеттино в любовных отношениях и в момент столкновения находилась рядом с ним на мостике. В марте 2014 года на допрос был вызван рулевой, со слов которого можно было бы точно установить, отвлекала ли молдаванка капитана от управления судном, но к этому времени он уже покинул Италию и находился в Индонезии. 12 февраля 2015 года Франческо Скеттино был признан виновным и приговорён к 16 годам лишения свободы.
В ходе разбирательства в руках следователей оказалась запись переговоров итальянских мафиози, состоящих в группировке Ндрангета. Речь шла о перевозке на борту крупной партии кокаина, однако после подъёма судна наркотики так и не были обнаружены.

## Причины крушения
1. Отклонение от безопасного маршрута. Утверждённый заранее маршрут предполагал проход «Коста Конкордии» на автопилоте посередине между Джильо и полуостровом Монте-Арджентарио. Скеттино на следствии первоначально заявил, что подошёл ближе, чтобы поприветствовать друга, потом отказался от своих показаний и сказал, что приблизиться к острову его заставил неизвестный менеджер корпорации-судовладельца «Carnival Corporation & plc».
2. Языковой барьер между капитаном и рулевым. Команды Скеттино выполнялись с промедлением, что стало одной из причин опасного сближения со скалистым берегом острова Джильо.
3. Посторонние на мостике во время маневрирования. Пассажирский администратор Манрико Джампедрони много говорил и отвлекал капитана. По-прежнему не установлена роль возлюбленной Скеттино Домники Чемортан. По её собственным показаниям, она молча стояла поодаль от постов управления и никак не мешала экипажу работать.
Большое число погибших и раненых объясняется запоздалой передачей сигнала бедствия, задержкой при подготовке к эвакуации и плохой её организацией. Не все люди на борту были оповещены экипажем о бедственном положении судна на понятном им языке, поэтому кто-то предпочёл остаться в каютах или в общественных помещениях, даже не надев спасательный жилет. Стюарды за редким исключением это не проконтролировали.

## Принятые меры
24 января 2012 года комиссар по транспорту Европейской комиссии Сийм Каллас заявил о необходимости извлечения уроков из трагедии. 29 февраля 2012 года в США прошли парламентские слушания с Комитетом по транспорту и инфраструктуре Палаты Представителей. Темой обсуждения стало усиление мер безопасности на море и ужесточение правил обучения и квалификации членов экипажа североамериканских круизных судов. 23 марта ЮНЕСКО обратилась к правительству Италии с просьбой изменить маршруты круизных судов таким образом, чтобы они не проходили вблизи памятников природы и объектов культурного наследия. 1 марта власти Италии запретили крупным кораблям приближаться ближе чем на 2 мили (3,7 км) к морским заповедникам.
После выяснения причин катастрофы Международная ассоциация круизных линий, Европейский круизный совет и Ассоциация пассажирского судоходства приняли новые правила. Согласно им, все пассажиры должны проходить инструктаж по технике безопасности до того, как судно покинет порт. Старший командный состав должен перед отправлением согласовать маршрут движения и в ходе рейса строго его придерживаться, а также ограничить доступ посторонних лиц на капитанский мостик (полностью закрыть его во время маневрирования и других ситуациях, требующих от экипажа максимальной бдительности). Кроме того, всем судам надлежало увеличить число спасательных жилетов, хранящихся у мест сбора и эвакуации. Материнская компания «Коста Крочере» — «Carnival Corporation & plc» ввела на своём флоте правило в случае эвакуации дополнительно информировать пассажиров о месте хранения спасательных жилетов, их правильном использовании и местоположения точек сбора.
Поправки были внесены в Международную конвенцию по охране человеческой жизни на море. Ужесточились требования к изоляции от воды тягового, рулевого и навигационного оборудования, оснащению более совершенной системой обнаружения затопления трюма. Пассажирским судам было предписано использовать электронную систему навигационной индикации в виде карты. Также было предложено рекомендовать выдачу всем пассажирам при посадке на борт инструкции по безопасности на нескольких языках, а по телевизорам, установленным в каютах и в общественных помещениях, транслировать ролики с предрейсовым инструктажем.

## Ликвидация последствий
Подъём «Коста Конкордии» оказался сложнейшей инженерной задачей. Мирового опыта по подъёму больших судов накоплено мало, а «Коста Конкордия» стала самым крупным лайнером, который предстояло эвакуировать. С самого начала обсуждалось два пути. Первый подразумевал разборку корпуса на месте путём распила на отдельные секции и погрузки их на баржи. Второй предполагал подъём и буксировку судна целиком. От первого варианта решено было отказаться, поскольку разделка 300-метрового корабля заняла бы порядка 3—4 лет и сильно загрязнила бы море.
Подготовительные работы начались в сентябре 2012 года. Вначале необходимо было стабилизировать лайнер. Для этого к левому борту в центральной части были приварены стопорные устройства, к которым подходило 16 стальных тросов, протянутых под килем и прикреплённых с другой стороны к блокам на дне. Три месяца дайверы сверлили отверстия в граните для закрепления блоков, затем протягивали под судном тросы. С началом зимы усилился ветер, вызывая 5-метровые волны. Сложные погодные условия сильно замедляли подготовительные работы. Наконец, в феврале 2013 года «Коста Конкордия» была надёжно закреплена, и можно было приступать ко второй стадии операции.

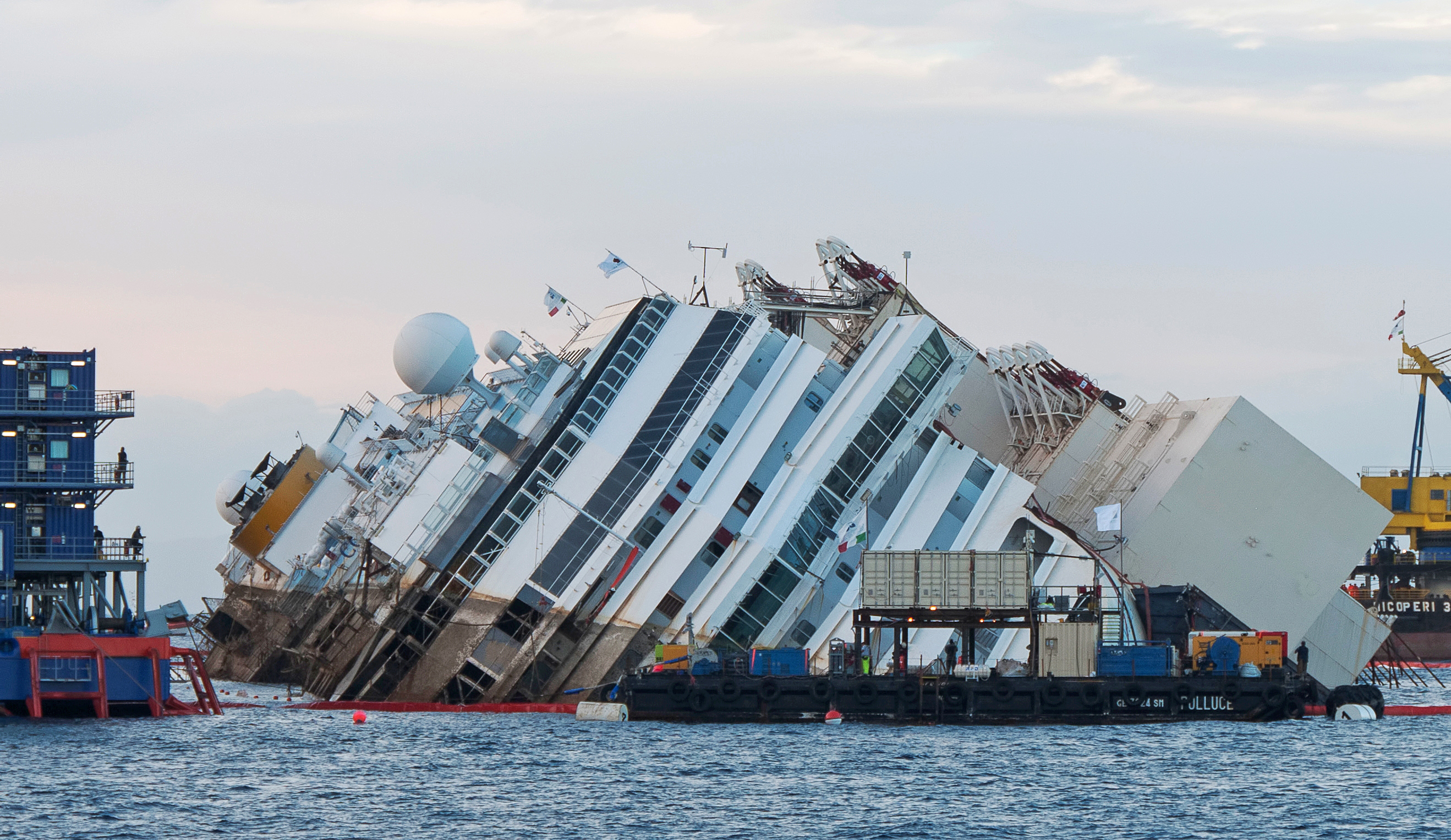
Отрыв от дна

Ввиду сложного рельефа дна, прежде чем ставить корабль на киль, необходимо было подготовить для него ровную площадку. Для этого на верфях области Венеция были построены 5 стальных платформ массой 1000 тонн каждая. Их морем доставили к острову Джильо и установили рядом с судном на глубине 30 м на сооружённый свайный фундамент. Все платформы вместе образовали площадку, равную футбольному полю. В Ливорно тем временем велась сборка 30 резервуаров для воздуха — понтонов, высотой более 30 м и весом 20 тонн. Громадные секции приваривались к левому борту на расстоянии 48 мм друг от друга. Получившаяся конструкция вмещала 66000 м³ воздуха и могла придать повреждённому судну положительную плавучесть, но до постановки на ровный киль они были частично заполнены водой.
Чтобы плавно опустить корабль на платформу, специалистам потребовалось заполнить пространство между дном и корпусом. Под «Коста Конкордию» подложили огромные тканевые мешки. Позже их накачали цементом, и таким образом образовались бетонные подушки объёмом по 40—50 м³ каждая. Они поддерживали киль судна, в то время как бак оставался без опоры, и при подъёме был риск его потерять. Инженерами была спроектирована конструкция, изготовленная по форме носа, аналогичная по устройству с бортовыми понтонами. Сначала ёмкости заполнялись водой и заводились по бокам от форштевня, а затем в них закачивался воздух, поддерживающий нос над водой.

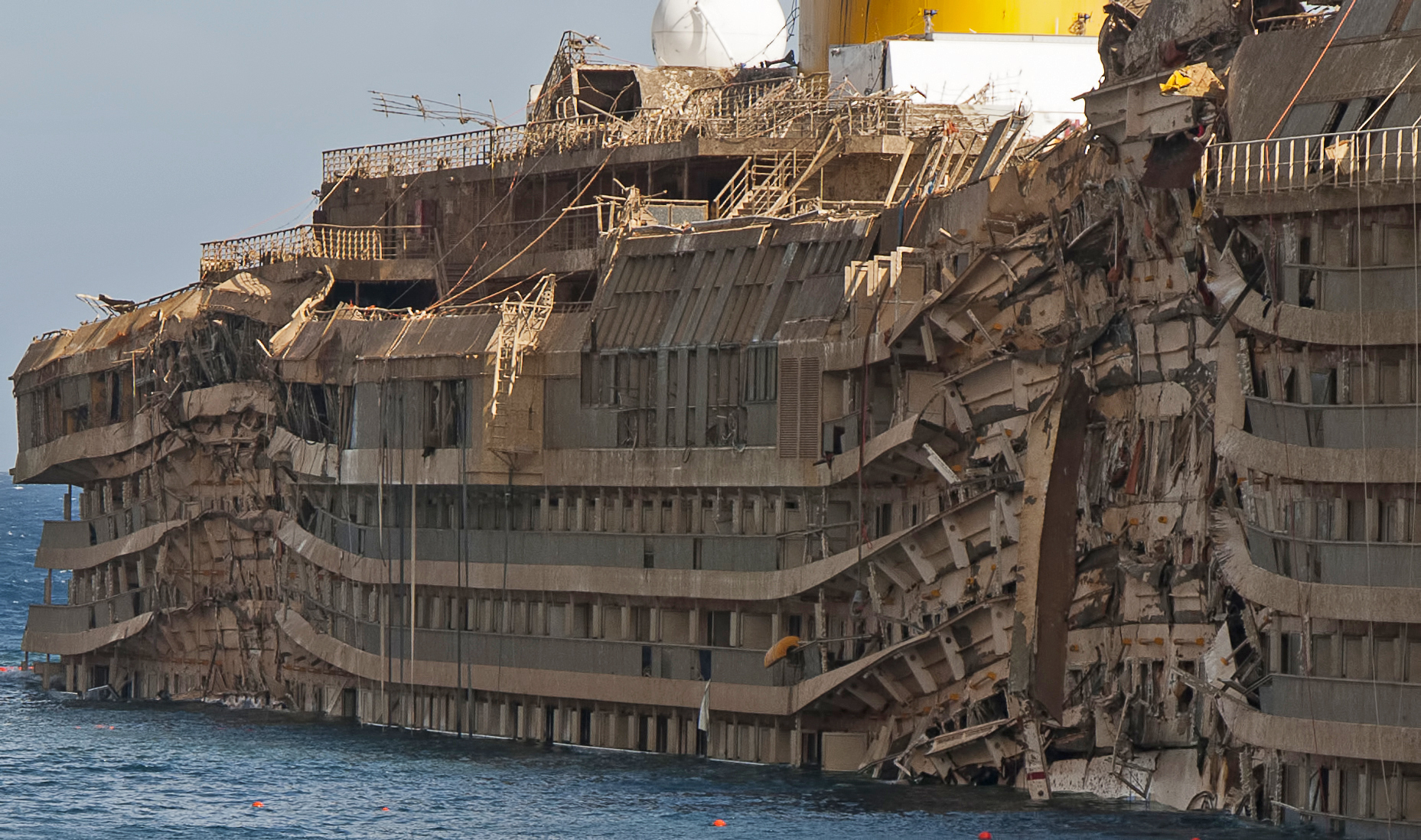
Правый борт

К сентябрю 2013 года всё необходимое оборудование было смонтировано, и 16 сентября, после наступления благоприятных погодных условий, началась постановка «Коста Конкордии» на киль. За 21 месяц нахождения на скале правый борт под весом лайнера прогнулся на 3 м внутрь и принял форму подводного рифа. Чтобы оторвать остов от скал, необходимо придать вырывное усилие. Отрыв произошёл, когда к корпусу 48-ю гидравлическими прядевыми домкратами на левом борту было приложено 6900 тонна-сил. Подъёмные работы велись очень аккуратно, чтобы не повредить теплоход. К вечеру крен удалось уменьшить на 23°. После того, как крен упал до 40°, работу инженерам облегчила гравитация, и домкраты были за ненадобностью отключены. Чтобы «Коста Конкордия» плавно встала на платформу, в резервуары, прикрепленные к левому борту, постепенно закачивалась вода. В 4 утра 17 сентября теплоход штатно встал на платформу.
После усиления повреждённого правого борта к нему при помощи мощнейшего плавучего крана были приварены понтоны. На этой стадии произошёл несчастный случай: 2 февраля 2014 года 42-летний водолаз Израэль Морено порезал о борт ногу и скончался от обильной кровопотери в больнице.
14 июля из всех ёмкостей постепенно начали откачивать воду и заполнять их воздухом. После поднятия над поверхностью очередной палубы подъём прекращался, чтобы слить с неё сотни тонн воды. На это уходило до 11 часов. За 9 дней теплоход поднялся на 14 метров. По окончании операции корабль встал так, что ватерлиния проходила на уровне между третьей и второй палубами. Наконец, 23 июля 2014 года работы стоимостью 1,2 млрд долларов завершились. «Коста Конкордия» была отбуксирована в Геную к месту утилизации и разобрана на металлолом.

Схема выравнивания и буксировки судна
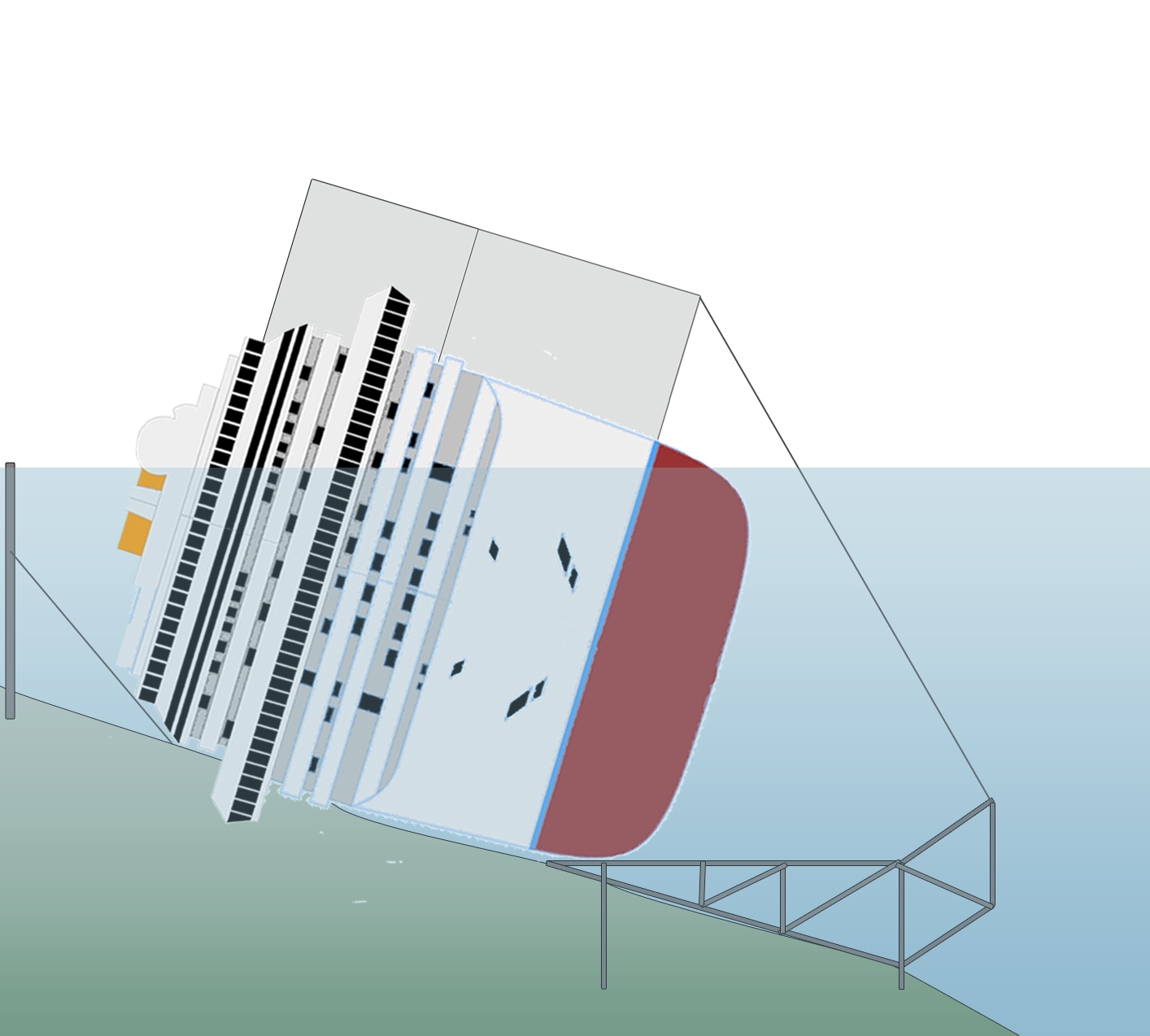
Первая стадия подъёма: возведение платформы и закрепление на левом борту резервуаров (на схеме справа)
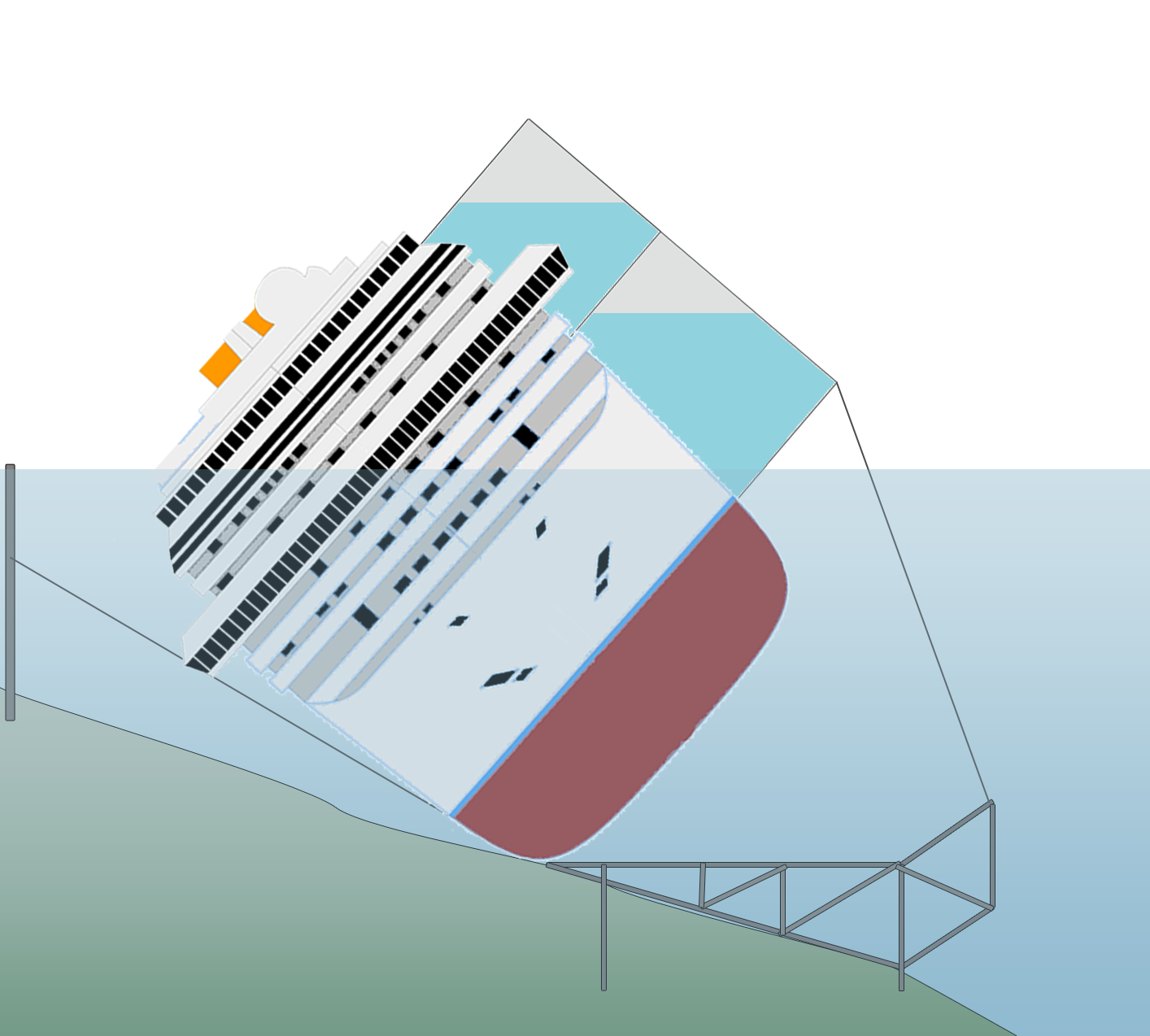
Выравнивание судна: сначала при помощи стальных тросов и домкратов (на схеме слева), затем путём постепенной закачки в резервуары воды (левый борт, на схеме справа)
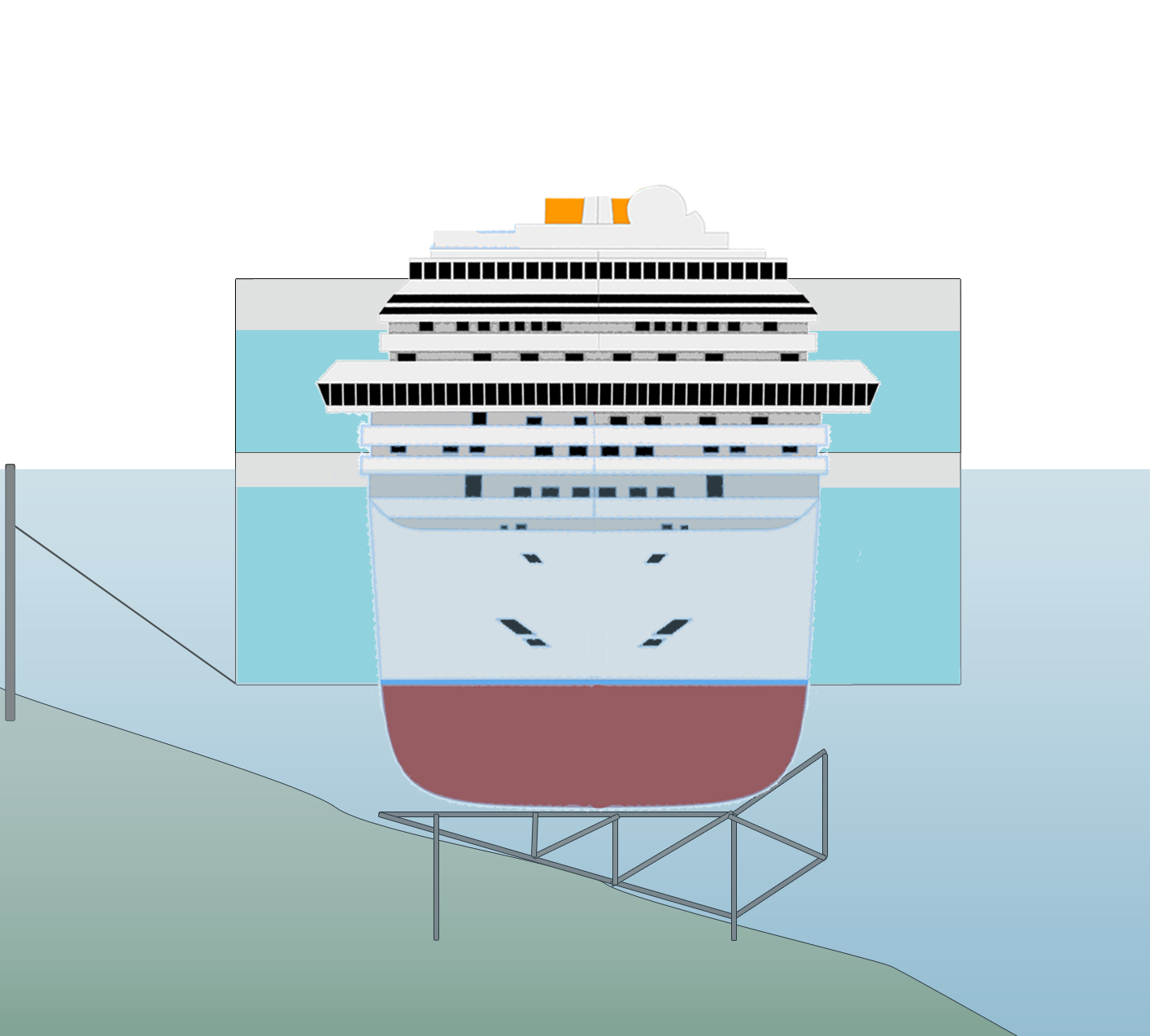
Постановка на ровный киль, крепление резервуаров к правому борту, подготовка к буксировке
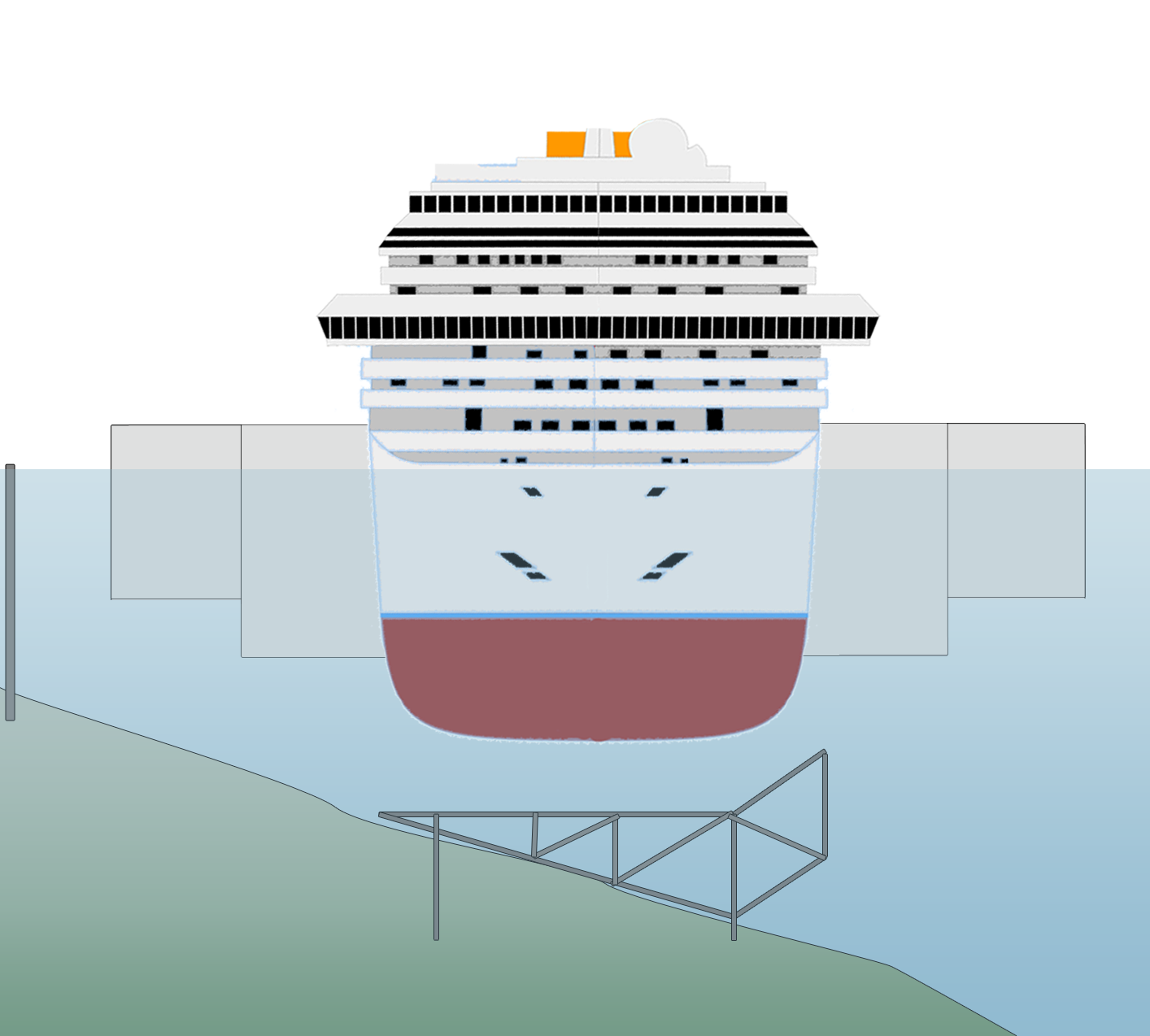
Откачки из резервуаров воды, их дальнейшее заполнение воздухом, подъём на 14 метров, буксировка

## В массовой культуре
Первый документальный фильм о катастрофе — Terror at Sea: The Sinking of the Concordia, вышел 31 января 2012 года. Его показал британский телеканал «Channel 4». В фильм были включены интервью многих очевидцев крушения — пассажиров, членов экипажа и спасателей. Спустя три месяца, 11 апреля, на том же канале вышел фильм The Sinking of the Concordia: Caught on Camera…. 45-минутная лента состоит из любительских видеокадров, снятых на борту и со стороны во время крушения. «National Geographic» выпустил три документальных фильма о трагедии: «Катастрофа „Коста Конкордии“», «Крушение „Коста Конкордии“. Год спустя» и «Как поднимали „Коста Конкордию“». Последний целиком посвящён спецоперации по ликвидации последствий кораблекрушения. Все три фильма есть в русском переводе.
Катастрофа упоминается в драме Паоло Соррентино «Великая красота».